# Liste ehemaliger Bundeswehr-Liegenschaften
Diese Liste der ehemaligen Liegenschaften der Bundeswehr in Deutschland führt Standorte und dort früher stationierte Dienststellen bzw. Truppenteile auf – sofern bekannt. Ebenso werden Liegenschaften aufgenommen, welche zur Schließung vorgesehen sind. Für diese noch in der Hand der Bundeswehr befindlichen Gelände ist der aktuell veröffentlichte Schließungszeitpunkt angegeben.
Für die aktuell bestehenden Standorte vgl.: Liste der Bundeswehrstandorte in Deutschland.
Die Abkürzungen, welche in Klammern hinter der jeweiligen Dienststelle bzw. Teilen von einer solchen aufgeführt sind, kennzeichnen die Zugehörigkeit zur jeweiligen Teilstreitkraft bzw. zum jeweiligen Organisationsbereich und stehen für:
1. Teilstreitkräfte und Zentrale Organisationsbereiche: Heer (H), Luftwaffe (L), Marine (M), Streitkräftebasis (SKB), Zentraler Sanitätsdienst (ZSan).
2. Organisationsbereich Ausrüstung, Informationstechnik und Nutzung (AIN) – vormals überwiegend Rüstungsbereich (Rü).
3. Organisationsbereich Personal (P) – vormals getrennt in militärische und zivile Personalführung.
4. Organisationsbereich Infrastruktur, Umweltschutz und Dienstleistungen (IUD) – vormals überwiegend Wehrverwaltung (WV).

(GerEinh – Geräteeinheit) steht für nicht aktive Einheiten/Verbände
Bei vollständiger Schließung, Abgabe bzw. Aufgabe der Liegenschaft steht – sofern bekannt – das Jahr der Schließung hinter dem Namen der Liegenschaft. Bei Aufgabe aller Liegenschaften an einem Standort der Bundeswehr, steht ein (A) hinter dem Namen der Ortschaft.
Die Koordinaten verweisen auf die Stelle an der sich das betreffende Gelände befindet. Verschiedene Liegenschaften wurden aber bereits völlig umgestaltet (aus dem Gerätehauptdepot Brandoberndorf wurde z. B. ein Golfplatz) und sind auf den ersten Blick nicht mehr als Militärgelände erkennbar. Auch darf nicht übersehen werden, dass die Luftbilder bei „google earth“ nicht alle auf dem neuesten Stand sind.
Die Bundeswehr besaß zudem auch Liegenschaften im benachbarten Ausland, beispielsweise die Nassau-Dietz-Kaserne in den Niederlanden. Diese sind in der Auflistung nicht enthalten.

## A
- Aachen
  - Liegenschaft Beeckstraße 4–6 (aufgegeben 1994)
    - Kreiswehrersatzamt Aachen (WV)

- Achern – (A)
  - Markgraf-Ludwig-Wilhelm-von-Baden-Kaserne (aufgegeben 2003) 48° 39′ 2″ N, 8° 3′ 39″ O
    - Nachschubbataillon 864 (ta) (H)
    - Transportbataillon 861 (ta) (H)
    - Pipelinepionierbataillon 853 (GerEinh) (H)
    - Abteilung Fernmeldeführung WBK (SKB)
    - weitere Dienststellen

  - Liegenschaft Martinstraße 50
    - Standortverwaltung Achern (WV)

- Achim – (A)
  - Steuben-Kaserne (aufgegeben 2004) 53° 0′ 28″ N, 9° 4′ 0″ O
    - Panzerflugabwehrkanonenregiment 11 (H)
    - Panzerflugabwehrkanonenbataillon 111 (H)
    - Panzerflugabwehrkanonenbataillon 112 (na) (H)

- Adenau – (A)
  - Truppenunterkunft Breitscheid (aufgegeben 2008)
    - PSV-Bataillon 851 (H)
    - PSV-Druckereizug 851 (H)

- Albersdorf – (A)
  - Dithmarsen-Kaserne (aufgegeben 2008) 54° 9′ 20″ N, 9° 16′ 17″ O
    - ABC-Abwehrbataillon 610 (H)
    - Kraftfahrausbildungszentrum Albersdorf (SKB)
    - ABC-Abwehrkompanie 6 (H)
    - Spezialpionierkompanie 200 (H)
    - Feldartilleriebataillon 61 (H)
    - ABC-Abwehrbataillon 110 (GerEinh) (H)
    - Schwimmbrückenbataillon 670 (GerEinh) (H)

- Altensalzwedel – (A)
  - Liegenschaft (aufgegeben 1993) 52° 46′ 30,5″ N, 11° 9′ 18,6″ O
    - Radarführungskompanie 312 (L)
    - Technische Kompanie 312 (L)

- Amberg
  - Liegenschaft Köferinger Straße 1 (aufgegeben 2007) – 49° 25′ 42″ N, 11° 51′ 21″ O
    - Bundeswehrkrankenhaus Amberg (ZSan)

  - Kaiser-Wilhelm-Kaserne (aufgegeben 1992) - 49° 26′ 42″ N, 11° 50′ 50″ O
    - Stab Panzerbrigade 12 (H)
    - 5./Nachschubbataillon 4 (H)

  - Leopold-Kaserne (aufgegeben 2018) - 49° 25′ 57″ N, 11° 52′ 43″ O
    - Panzerbrigade 12 (H)
      - Stabs-/Fernmeldekompanie Panzerbrigade 12 (H)

    - 9./Feldjägerregiment 3 (SKB)
    - Logistikzentrum der Bundeswehr (LogZBw) Logistische Steuerstelle 5 (SKB)
    - Teile MAD-Stelle 6
    - Facharztzentrum Amberg

  - Bundeswehr-Dienstleistungszentrum Amberg (IUD)

- Ansbach – (A)
  - Liegenschaft Bahnhofplatz 7–9 (aufgegeben 2009)
    - Kreiswehrersatzamt Ansbach (WV)

- Arkebek – (A)
  - Abgesetzter Bereich Arkebek Fernmeldesektor 111 (SKB)

- Arnsberg – (A)
  - Liegenschaft Hansastraße 17/19 (aufgegeben 2014)
    - Kreiswehrersatzamt Arnsberg (WV)
    - Landeskommando Nordrhein-Westfalen – Teile Arnsberg (SKB)
    - Wehrdienstberater Zentrum für Nachwuchsgewinnung West Arnsberg (WV)

  - Liegenschaft Nordring 22[1]
    - Wehrbereichsverwaltung III Außenstelle Arnsberg (WV)[1]

  - Reigersvliet-Kaserne (aufgegeben 2007)[1]
    - Verteidigungsbezirkskommando 34 (SKB)[1]
    - Heimatschutzbataillon 631 (na) (SKB)[1]
    - Instandsetzungslenkgruppe 737 (H)[1]

- Aschaffenburg – (A)
  - Liegenschaft Merlostraße 1 (aufgegeben 1996)
    - Kreiswehrersatzamt Aschaffenburg (WV)

  - Liegenschaft Hockstraße 10 (aufgegeben 2013)
    - Wehrdienstberater Zentrum für Nachwuchsgewinnung Süd Aschaffenburg (1996–2005)
    - Landeskommando Bayern – Teile Aschaffenburg (2007–2013)

- Augsburg – (A)
  - Prinz-Karl-Kaserne (aufgegeben 1994) 48° 21′ 19″ N, 10° 53′ 42″ O
    - Verteidigungsbezirkskommando 61 (H)
    - Instandsetzungslenkungsgruppe 762 (H)
    - Fernmeldekompanie 761 (H)
    - Kreiswehrersatzamt Augsburg (WV)

- Aurich
  - Blücher-Kaserne (aufgegeben 2014) 53° 28′ 47″ N, 7° 29′ 30″ O
    - Kommando 4. Luftwaffendivision (L)
    - Sektor für Informationstechnik 4 (L)
    - Teile Bundeswehr-Dienstleistungszentrum Leer (IUD)
    - weitere Dienststellen

- Axstedt – (A)
  - Liegenschaft Unter den Eichen 28 (aufgegeben 2009)
    - Materiallager Lübberstedt (SKB)

## B
- Bad Aibling – (A)
  - Mangfall-Kaserne (aufgegeben 2003) – 47° 52′ 22″ N, 11° 59′ 18″ O
    - Flugabwehrraketenbataillon 33 (L)

- Bad Arolsen – (A)
  - Prinz-Eugen-Kaserne (aufgegeben 2008) – 51° 21′ 20″ N, 9° 0′ 40″ O
    - Panzerbataillon 63 (H)
    - Panzerartilleriebataillon 65 (H)
    - Panzerjägerkompanie 60 (H)

  - Liegenschaft Hagenstraße 9 (aufgegeben 2009)
    - Bundeswehr-Dienstleistungszentrum Bad Arolsen (WV)

- Bad Düben – (A)
  - Heidekaserne (aufgegeben 1997)
    - ABC-Abwehrbataillon 705 (H)

- Bad Ems – (A)
  - Liegenschaft Alte Kemmenauer Straße (aufgegeben 2008)
    - Zentrum für Nachrichtenwesen der Bundeswehr Teile Bad Ems (SKB)

- Bad Mergentheim – (A)
  - Deutschorden-Kaserne (aufgegeben 1993)
    - Panzerbrigade 36 (H)
    - Nachschubbataillon 12 (H)
    - Panzerpionierkompanie 360 (H)
    - Nachschubkompanie 360 (H)
    - Fahrschulgruppe Bad Mergentheim (H)
    - weitere Dienststellen

  - Liegenschaft Buchener Straße 1
    - Standortverwaltung Bad Mergentheim

- Bad Neuenahr-Ahrweiler – (A)
  - Ahrtal-Kaserne (aufgegeben 2014)
    - Heeresamt Abt. V (H)
    - Teile Logistikzentrum der Bundeswehr (SKB)
    - weitere Dienststellen

- Bad Oldesloe – (A)
  - Liegenschaft Berliner Ring 13–15 (aufgegeben 2008)
    - Kreiswehrersatzamt Bad Oldesloe (WV)

- Bad Segeberg – (A)
  - Lettow-Vorbeck-Kaserne (aufgegeben 2008) 53° 56′ 9″ N, 10° 16′ 25″ O
    - Panzergrenadierbataillon 182 (H)
    - Panzergrenadierbataillon 172 (H)
    - Panzerjägerkompanie 180 (H)
    - Sanitätsstaffel Bad Segeberg (ZSan)

- Bad Wildbad – (A)
  - Bundeswehrkrankenhaus Wildbad (aufgegeben 1994) 48° 44′ 10″ N, 8° 32′ 19″ O

- Bad Zwischenahn – (A)
  - Bundeswehrkrankenhaus Bad Zwischenahn (ZSan) (aufgegeben 2008) 53° 12′ 0″ N, 7° 59′ 57″ O

- Bamberg – (A)
  - Liegenschaft Promenadestraße 2a (aufgegeben 2014)
    - Kreiswehrersatzamt Bamberg (WV)

- Bargum – (A)
  - Liegenschaft Dörpner Heuweg 3 (aufgegeben 2017) - 54° 41′ 24″ N, 8° 59′ 50″ O
    - Materiallager Bargum (SKB)

- Barnstorf – (A)
  - Hülsmeyer-Kaserne (aufgegeben 2005) – 52° 42′ 57″ N, 8° 31′ 47″ O
    - Flugabwehrraketengruppe 25 (L)

- Baunatal – (A)
  - Am-Loh-Kaserne (aufgegeben 1993) – 51° 15′ 10″ N, 9° 24′ 17″ O
    - 3./Instandsetzungsbataillon 330 (H)
    - Instandsetzungsausbildungskompanie 6/2 (H)

- Bautzen – (A)
  - Liegenschaft Käthe-Kollwitz-Straße 15 (aufgegeben 2009)
    - Kreiswehrersatzamt Bautzen (WV)

- Bayreuth – (A)
  - Markgrafen-Kaserne (aufgegeben 2007) 49° 57′ 58″ N, 11° 36′ 49″ O
    - Verteidigungsbezirkskommando 67 (SKB)
    - Heimatschutzbataillon 662 (na) (H)
    - Panzerartilleriebataillon 125 (H)
    - Panzergrenadierbataillon 102 „Bayreuther Jäger“ (H)

  - Liegenschaft Wilhelminenstraße 7 (aufgegeben 2005)
    - Kreiswehrersatzamt Bayreuth (WV)

- Bergisch Gladbach – (A)
  - Hermann-Löns-Kaserne (aufgegeben 1995)
    - 2./Wachbataillon beim Bundesministerium der Verteidigung (H)
    - 3./Wachbataillon beim Bundesministerium der Verteidigung (H)
    - Wachausbildungskompanie 902 (H)

  - Liegenschaft Friedrich-Ebert-Straße 72 (aufgegeben 1994)
    - Amt für Studien und Übungen der Bundeswehr

  - Liegenschaft Paffrather Straße 195 (aufgegeben 1997)
    - Kreiswehrersatzamt Bergisch Gladbach (WV)

- Bexbach – (A)
  - Saar-Pfalz-Kaserne (aufgegeben 1997) 49° 21′ 31″ N, 7° 16′ 22″ O
    - Jägerbataillon 542 „Bexbacher Jäger“ (H)
    - weitere Dienststellen

- Bielefeld – (A)
  - Ravensberger Kaserne (aufgegeben 1994) – 52° 1′ 4″ N, 8° 32′ 37″ O
    - Instandsetzungskommando 1 (H)

  - Liegenschaft Teutoburger Straße 78 (aufgegeben 2001)
    - Kreiswehrersatzamt Bielefeld (WV)

- Bingen am Rhein – (A)
  - MobStp Dromersheim (davor Funkleitstelle der US-Armee) (aufgegeben 1997) – 49° 55′ 19″ N, 7° 59′ 10″ O
    - Pionierregiment 74 (GerEinh)
    - Pionierbataillon 740 (GerEinh)
    - ABC-Abwehrbataillon 740 (GerEinh)

- Birkenfeld – (A)
  - Heinrich-Hertz-Kaserne (aufgegeben 2017)
    - Kommando 2. Luftwaffendivision (L)
    - Luftwaffenunterstützungskompanie Birkenfeld (L)
    - Sektor für Informationstechnik 2 (L)
    - Abgesetzter Bereich Birkenfeld Zentrum Elektronischer Kampf Fliegende Waffensysteme (L)
    - Abgesetzter Technischer Zug 131 (L)
    - Wartung und Instandsetzung Birkenfeld (L)
    - weitere Dienststellen

- Blankenfelde – (A)
  - Tauentzien-Kaserne (aufgegeben 2003)
    - Fernmeldebataillon 410 (H)
    - Fernmeldebataillon 430 (H)
    - Standortsanitätszentrum Blankenfelde (H)

- Bochum – (A)
  - Liegenschaft Querenburger Straße 19–23 (aufgegeben 2012)
    - Kreiswehrersatzamt Bochum (WV)
    - Wehrdienstberater Zentrum für Nachwuchsgewinnung West Bochum (WV)

- Böblingen – (A)
  - Wildermuth-Kaserne (aufgegeben 1992) – 48° 41′ 28″ N, 9° 0′ 28″ O
    - Deutsch-Französische Brigade (H)
    - Heimatschutzbrigade 55 (ta) (H)
    - Feldartilleriebataillon 555 (H)
    - Jägerbataillon 552 (na) (H)
    - weitere Dienststellen

- Bohmte – (A)
  - Tiling-Kaserne (aufgegeben 1993) – 52° 22′ 9″ N, 8° 19′ 1″ O
    - Sanitätsausbildungszentrum 800 (H)

- Bonn
  - Ermekeilkaserne (aufgegeben 2013)
    - Bundesamt für Wehrverwaltung (WV)
    - weitere Dienststellen

  - Liegenschaft Königswinterer Straße 556 (aufgegeben 2005)
    - Kreiswehrersatzamt Bonn (WV)

- Boostedt
  - Rantzau-Kaserne (aufgegeben 2016)
    - Logistikbataillon 162 (SKB)
    - Instandsetzungsbataillon 166 (SKB)
    - Logistikzentrum der Bundeswehr (LogZBw) Logistische Steuerstelle 2 (SKB)
    - Sanitätszentrum Boostedt (ZSan)
    - weitere Dienststellen

- Bordelum – (A)
  - Betriebsstofflager Husum/Bordelum (SKB)

- Borgentreich – (A)
  - Desenberg-Kaserne (aufgegeben 1994) – 51° 34′ 16″ N, 9° 14′ 46″ O
    - III./Fernmelderegiment 33 (L)

- Borken – (A)
  - Hendrik-de-Wynen-Kaserne (aufgegeben 2007) 51° 51′ 7″ N, 6° 53′ 24″ O
    - Panzerflugabwehrkanonenbataillon 7 (H)
    - Instandsetzungskompanie 800 (H)
    - Leichte Flugabwehrraketenbatterie 100 (H)
    - Sanitätsstaffel Borken (ZSan)

  - Liegenschaft Nordring 14 (aufgegeben 1993) Koordinaten fehlen! Hilf mit.
    - Standortverwaltung Borken (WV)

- Borkum – (A)
  - Marinestützpunkt Borkum Reede (aufgegeben 2012) – 53° 34′ 1″ N, 6° 44′ 58″ O
    - Marinestützpunkt Borkum (M)
    - Seemannschaftslehrgruppe (M)
    - Marinefliegergeschwader 5 Technische Staffel – Teileinheit Borkum (M)
    - Schiffsstammkompanie 4 Grundausbildung (GerEinh) (M)

- Brake – (A)
  - Admiral-Brommy-Kaserne (aufgegeben 1997) – 53° 20′ 32″ N, 8° 29′ 1″ O
    - Technische Marineschule Lehrgruppe Grundausbildung (M)
    - Marinesanitätsstaffel Brake (M)
    - Standortverwaltung Brake (WV)

- Bramstedtlund
  - Sanitätsmateriallager Bramstedtlund (SKB) (aufgegeben 2017)

- Brandenburg an der Havel – (A)
  - Roland-Kaserne (aufgegeben 2008) 52° 26′ 6″ N, 12° 32′ 9″ O
    - Panzergrenadierbataillon 421 (H)
    - Sanitätsstaffel Brandenburg (ZSan)
    - Teile Standortverwaltung Potsdam (WV)
    - weitere Dienststellen

- Brandoberndorf – (A)
  - Sanitätsmaterialaußenlager Brandoberndorf (aufgegeben 2001) 50° 26′ 25″ N, 8° 30′ 49″ O

- Brannenburg – (A)
  - Karfreit-Kaserne (aufgegeben 2010)
    - Gebirgspionierbataillon 8 (H)
    - Kraftfahrausbildungszentrum Brannenburg (SKB)
    - Sanitätsstaffel Brannenburg (ZSan)
    - Teile Standortverwaltung Bad Reichenhall (WV)
    - weitere Dienststellen

- Braunschweig – (A)
  - Liegenschaft Grünewaldstraße 12 (aufgegeben 2014)
    - Kreiswehrersatzamt Braunschweig (WV)

  - Heinrich-der-Löwe-Kaserne (aufgegeben 2004) 52° 14′ 55″ N, 10° 34′ 24″ O
    - Panzerbrigade 2 (H)
    - Panzerbataillon 21 (H)
    - Panzergrenadierbataillon 22 (H)
    - Panzerbataillon 24 (H)

  - Husaren-Kaserne (aufgegeben 1994) – 52° 18′ 32″ N, 10° 32′ 48″ O
    - Panzeraufklärungsbataillon 1 (H)
    - Nachschubkompanie 20 (H)
    - Instandsetzungskompanie 20 (H)

  - Leutnant-Müller-Kaserne (aufgegeben 1992) – 52° 14′ 7″ N, 10° 32′ 27″ O
    - Panzerartilleriebataillon 25 (H)
    - Panzerpionierkompanie 20 (H)

  - Roselies-Kaserne (aufgegeben 2004) 52° 14′ 48″ N, 10° 34′ 0″ O
    - Panzerbataillon 24 (H)
    - Panzerjägerkompanie 20 (H)
    - Fernspähkompanie 100 (H)

  - Tannenberg-Kaserne (aufgegeben 1994) – 52° 18′ 49″ N, 10° 33′ 42″ O
    - Panzerbataillon 23 (H)
    - Nachschubkompanie 20 (H)
    - Sanitätszentrum 201 (H)

- Breitenburg – (A)
  - Freiherr-von-Fritsch-Kaserne (aufgegeben 2007) 53° 53′ 54″ N, 9° 30′ 0″ O
    - Lazarettregiment 11 (ZSan)
    - Jägerbataillon 67 „Breitenburger Jäger“ (ta) (H)
    - 3./Instandsetzungsbataillon 6 (H)

- Breitengüßbach – (A)
  - Munitionsdepot Breitengüßbach (H) (aufgegeben 2004)

- Bremen
  - Liegenschaft Falkenstraße 45 (aufgegeben 2007)
    - Kreiswehrersatzamt Bremen (WV)

  - Lettow-Vorbeck-Kaserne (aufgegeben 1994) – 53° 4′ 47″ N, 8° 52′ 47″ O
    - 3./Flugabwehrraketenbataillon 31 (L)
    - 4./Nachschubbataillon 3 (H)
    - 2./Feldjägerbataillon 720 (H)

  - Roland-Kaserne (aufgegeben 2000) – 53° 9′ 59″ N, 8° 39′ 0″ O
    - Nachschubschule des Heeres (H)
    - Heeresmusikkorps 11 (H)

  - Wilhelm-Kaisen-Kaserne (aufgegeben 1997) – 53° 10′ 28″ N, 8° 40′ 43″ O
    - 1. Marinestützpunktkompanie (M)

  - Cambrai-Kaserne/Mobilmachungsstützpunkt Huckelriede (aufgegeben 1994) – 53° 3′ 17″ N, 8° 49′ 17″ O
    - Feldersatzbataillon 35
    - Jägerbataillon 117

- Bremerhaven
  - Kaserne Roter Sand

- Bremervörde
  - Vörde-Kaserne (aufgegeben 2003)
    - Flugabwehrraketenregiment 4 (L)
    - Flugabwehrraketengruppe 36 (L)

- Bruchsal
  - Dragoner-Kaserne (aufgegeben 1994) 49° 7′ 1″ N, 8° 35′ 25″ O
    - ABC-Abwehrausbildungszentrum 911 (H)
    - ABC-Abwehrlehrkompanie 10 (H)
    - Nachschubausbildungszentrum 850 (H)
    - weitere Dienststellen

- Burbach – (A)
  - Siegerland-Kaserne (aufgegeben 2005) 50° 43′ 44″ N, 8° 4′ 2″ O
    - Flugabwehrraketengeschwader 4 (L)
    - Flugabwehrraketengruppe 38 (L)
    - Flugabwehrraketenbataillon 22 (L)

- Burglengenfeld – (A)
  - Naabtal-Kaserne (aufgegeben 1992) 49° 11′ 39″ N, 12° 2′ 27″ O
    - 17./Fernmelderegiment 32 (L)

- Buxtehude – (A)
  - Estetal-Kaserne (aufgegeben 1994) – 53° 27′ 40″ N, 9° 41′ 2″ O
    - Stab 3. Panzerdivision (H)
    - Fernmeldebataillon 3 (H)

## C
- Celle
  - „Cambridge-Dragoner-Kaserne“ – 52° 36′ 55″ N, 10° 4′ 52″ O
    - Stab Panzerbrigade 33 (H)
    - Stab Panzerbataillon 331 (gemischt/gekadert)

  - Freiherr-von-Fritsch-Kaserne (aufgegeben 2006) 52° 40′ 52″ N, 10° 5′ 46″ O
    - Panzerlehrbataillon 334 „Celle“ (H)
    - Panzerbataillon 333 (H)
    - Nachschubkompanie 330 (H)
    - Instandsetzungskompanie 330 (H)
    - 3./Instandsetzungsbataillon 3 (H)

- Chemnitz – (A)
  - Liegenschaft Annaberger Straße 115 (aufgegeben 2008)
    - Kreiswehrersatzamt Chemnitz (WV)

  - Liegenschaft Glösaer Straße 35 (aufgegeben 2008)
    - Bundeswehr-Dienstleistungszentrum Chemnitz (WV)

  - Liegenschaft Kaßbergstraße 51 (aufgegeben 2007)
    - Verteidigungsbezirkskommando 75 „Westsachsen“ (SKB)

- Clausthal-Zellerfeld – (A)
  - Oberharz-Kaserne (aufgegeben 1992) – 51° 48′ 22″ N, 10° 21′ 27″ O
    - Ausbildungskompanie 13/I (H) bis 1980
    - PSV-Bataillon 800 (H)
    - Fernmeldekompanie 7 (H)

- Coesfeld – (A)
  - Freiherr-vom-Stein-Kaserne (aufgegeben 2010) 51° 57′ 2″ N, 7° 8′ 54″ O
    - Artillerieaufklärungsbataillon 71 (H)
    - 3./Artillerieaufklärungsbataillon 113 (H)
    - 4./Instandsetzungsbataillon 7 (H)
    - 5./Instandsetzungsbataillon 7 (H)
    - Instandsetzungsbataillon 110 (H)
    - Stabs- und Fernmeldebataillon 110 (H)
    - Fernmeldebataillon 130 (H)
    - Kraftfahrausbildungszentrum Coesfeld (SKB)
    - Sanitätszentrum Coesfeld (ZSan)

  - Liegenschaft Osterwicker Straße 29 (aufgegeben 1997)
    - Kreiswehrersatzamt Coesfeld (WV)

- Cottbus
  - Liegenschaft Karl-Liebknecht-Straße 36 (aufgegeben 2014)
    - Kreiswehrersatzamt Cottbus (WV)
    - Standortverwaltung Cottbus (WV)

  - Heeresflugplatz Cottbus-Nord (aufgegeben 2004)
    - Abgesetzter Bereich Cottbus Technische Gruppe Jagdgeschwader 73 „Steinhoff“ (L)
    - Heeresfliegerverbindungs- und Aufklärungsstaffel 400 (H)

- Cuxhaven – (A)
  - Grimmershörn-Kaserne – 53° 52′ 25″ N, 8° 41′ 51″ O
    - Versorgungsflottille (M)

  - Hinrich-Wilhelm-Kopf-Kaserne (aufgegeben 2014) 53° 48′ 53″ N, 8° 39′ 16″ O
    - Panzergrenadierbataillon 73 (H)
    - Panzerbataillon 74 (H)
    - Panzerjägerkompanie 70 (H)
    - Flugabwehrraketenbataillon 37 (L)
    - Bundeswehr-Dienstleistungszentrum Cuxhaven (IUD)

  - Liegenschaft Küstriner Straße 34 (aufgegeben 2005)
    - Marinemunitionsdepot 6 (M)

## D
- Dabel – (A)
  - Moltke-Kaserne (aufgegeben 2006) 53° 39′ 2″ N, 11° 52′ 37″ O
    - Panzerartilleriebataillon 405 (H)
    - Kraftfahrausbildungszentrum Dabel (SKB)
    - Teile Standortverwaltung Schwerin (WV)
    - weitere Dienststellen

- Dannenberg (Elbe) – (A)
  - „Kaserne Neu Tramm“ – 53° 3′ 42″ N, 11° 3′ 30″ O
    - Fernmeldesektor B/Fernmelderegiment 71 (L)
    - Fernmeldekompanie 945 (H)
    - 12./Unteroffizierschule der Luftwaffe (L)

- Darmstadt – (A)
  - Starkenburg-Kaserne (aufgegeben 2006)
    - Systeminstandsetzungszentrum 850 (SKB)
    - Verbindungskommando 472 (H)
    - Fachschule des Heeres für Erziehung und Wirtschaft (H)

  - Liegenschaft Schottener Weg 1 (aufgegeben 2014)
    - Kreiswehrersatzamt Darmstadt (WV)

- Datteln – (A)
  - Haard-Kaserne 51° 39′ 16″ N, 7° 19′ 25″ O
    - 4./Flugabwehrraketengruppe 21 (L)

- Dedelstorf – (A)
  - Richthofen-Kaserne (aufgegeben 1994) – 52° 42′ 55″ N, 10° 30′ 50″ O
    - Panzerartilleriebataillon 335 (H)
    - Panzerjägerkompanie 330 (H)
    - Panzerpionierkompanie 330 (H)

- Deggendorf – (A)
  - Liegenschaft Graflinger Straße 83 (aufgegeben 2014)
    - Kreiswehrersatzamt Deggendorf (WV)

- Delmenhorst
  - Caspari-Kaserne (aufgegeben 2002) – 53° 2′ 20″ N, 8° 35′ 43″ O
    - Flugabwehrraketenbataillon 24 (L)
    - Flugabwehrraketenbataillon 35 (L)
    - Standortverwaltung Delmenhorst (WV)

- Demen – (A)
  - Warnow-Kaserne (aufgegeben 2006) 53° 38′ 1″ N, 11° 43′ 52″ O
    - Instandsetzungsregiment 14 (H)
    - Logistikregiment 14 (na) (H)
    - 3./Panzerartilleriebataillon 405 (H)
    - Standortsanitätszentrum Demen (H)
    - weitere Dienststellen

- Dessau – (A)
  - Hugo-Junkers-Kaserne (aufgegeben 2005) 51° 49′ 28″ N, 12° 12′ 8″ O
    - Pionierbrückenbataillon 703 (H)
    - Spezialpionierbataillon 174 (SKB)
    - Sanitätszentrum Dessau (ZSan)

- Detmold – (A)
  - Liegenschaft Heldmannstraße 24 (aufgegeben 2016) 51° 55′ 59″ N, 8° 53′ 17″ O
    - Fachsanitätszentrum Augustdorf – Teileinheiten Detmold (ZSan)
    - Bundeswehrkrankenhaus Detmold (ZSan)

  - Bülow-Kaserne (aufgegeben 2007)
    - Verteidigungsbezirkskommando 35 (SKB)

  - Liegenschaft Hornsche Straße 39 (aufgegeben 2006)
    - Kreiswehrersatzamt Detmold (WV)

- Diez
  - Wilhelm-von-Nassau-Kaserne (aufgegeben 1993) – 50° 22′ 33″ N, 8° 0′ 13″ O
    - Fernmeldebataillon 5 (H)
    - Fernmeldeausbildungskompanie 1/5 (H)

  - Freiherr-vom-Stein-Kaserne (aufgegeben 2016)
    - Feldnachrichtenzentrum der Bundeswehr (H)
    - Nachschubkommando 3 (H)
    - Logistikregiment 46 (SKB)
    - Nachschubbataillon 462 (SKB)
    - Versorgungs- und Ausbildungszentrum 463 (SKB)
    - 3./Nachschubbataillon 310 (H)
    - 5/Nachschubbataillon 310 (H)
    - Logistikzentrum der Bundeswehr – Logistische Steuerstelle 7 (SKB)
    - Sanitätsstaffel Diez (ZSan)

  - Liegenschaft Sophie-Hedwig-Straße 11 (aufgegeben 2001)
    - Standortverwaltung Diez (WV)

- Doberlug-Kirchhain
  - Lausitz-Kaserne (aufgegeben 2007) 51° 37′ 57″ N, 13° 30′ 52″ O
    - Fallschirmjägerbataillon 373 (H)
    - Panzerpionierkompanie 370 (H)
    - Sanitätsstaffel Doberlug-Kirchhain (ZSan)
    - weitere Dienststellen

- Donaueschingen
  - Liegenschaft Irmastraße 1 (aufgegeben 2014)
    - Kreiswehrersatzamt Donaueschingen (WV)

- Donauwörth
  - Alfred-Delp-Kaserne (aufgegeben 2014)
    - Panzerartilleriebataillon 305 (H)
    - Bataillon Elektronische Kampfführung 922 (SKB)
    - Sanitätsstaffel Donauwörth (ZSan)
    - Teile Bundeswehr-Dienstleistungszentrum Ellwangen (IUD)
    - weitere Dienststellen

  - Liegenschaft Reichsstraße 32 (aufgegeben 1992)
    - Kreiswehrersatzamt Donauwörth (WV)

- Dortmund – (A)
  - Liegenschaft Leuthardstraße 1–7 (aufgegeben 2013)
    - Kreiswehrersatzamt Dortmund (WV)

  - MobStp Dortmund-Sölde (aufgegeben 1996) – 51° 29′ 44″ N, 7° 34′ 52″ O
    - Nachschub- und Transportregiment 13 (H)
    - Sanitätsregiment 730 (H)
    - Verteidigungskreiskommando 343 (GerEinh) (H)

- Dörverden – (A)
  - Niedersachsen-Kaserne (aufgegeben 2004) 52° 49′ 23″ N, 9° 12′ 50″ O
    - Panzergrenadierbataillon 71 (H)
    - Raketenartilleriebataillon 32 (H)
    - Pionierbataillon 120 (H)
    - Pionierbataillon 11 (H)
    - Transportbataillon 11 (H)
    - Panzerpionierkompanie 320 (H)
    - Begleitbatterie 3 (H)
    - 1./Flugabwehrraketenbataillon 35 (L)
    - 2./Flugabwehrraketenbataillon 35 (L)

- Duisburg – (A)
  - Liegenschaft Schemkesweg 17
    - Kreiswehrersatzamt Duisburg (WV)

- Dülmen – (A)
  - Liegenschaft Schloßstraße 8 (aufgegeben 2004)
    - Standortverwaltung Dülmen (WV)

  - St.-Barbara-Kaserne (aufgegeben 2004) 51° 48′ 54″ N, 7° 17′ 39″ O
    - Artillerieregiment 7 (H)
    - Panzerartilleriebataillon 205 (H)
    - Beobachtungsbataillon 71 (H)
    - 2./Instandsetzungsbataillon 71 (H)
    - 6./Instandsetzungsbataillon 7 (H)
    - 5./gemischtes Lazarettregiment 11 (ZSan)

- Düren – (A)
  - Kaserne Gürzenich (aufgegeben 2009) 50° 48′ 40″ N, 6° 24′ 46″ O
    - Munitionslager Gürzenich (SKB)

  - Liegenschaft Friedrichstraße 16 (aufgegeben 2007) 50° 47′ 55″ N, 6° 29′ 15″ O
    - Standortverwaltung Düren (WV)

  - Panzer-Kaserne (aufgegeben 1997) 50° 46′ 33″ N, 6° 24′ 54″ O
    - Heimatschutzbrigade 53 (H)
    - Jägerbataillon 533 (H)
    - Nachschubkompanie 530 (H)
    - Instandsetzungskompanie 530 (H)

- Düsseldorf
  - Reitzenstein-Kaserne (aufgegeben 2006) 51° 14′ 52″ N, 6° 48′ 58″ O
    - 7. Panzerdivision (H)
    - Wehrbereichskommando III (H)
    - MAD-Gruppe III
    - Sanitätsregiment 73 (H)
    - weitere Dienststellen

## E
- Ebern – (A)
  - Balthasar-Neumann-Kaserne (aufgegeben 2004) 50° 5′ 35″ N, 10° 46′ 21″ O
    - Panzeraufklärungsbataillon 12 (H)
    - Panzergrenadierbataillon 103 aufgelöst 1992 vormals Jägerbataillon 101(H)
    - Panzeraufklärungskompanie 120 (H)
    - Panzeraufklärungskompanie 300 (GerEinh) (H)
    - Kraftfahrausbildungszentrum Ebern (PzAufklBtl 12 unterstellt)
    - 3./Nachschubbataillon 102 (H)
    - weitere Dienststellen

- Eckernförde
  - Kaserne Carlshöhe (aufgegeben 2002) 54° 29′ 8″ N, 9° 48′ 14″ O
    - Marinefernmeldeschule LGA (M)

- Efringen-Kirchen – (A)
  - Sanitätshauptdepot Efringen-Kirchen (SKB) (aufgegeben 2005)

- Eggebek – (A)
  - Marinefliegerhorst Eggebek (aufgegeben 2005) 54° 37′ 10″ N, 9° 20′ 58″ O
    - Marinefliegergeschwader 2 (M)

- Eggesin – (A)
  - Artillerie-Kaserne (aufgegeben 2015)
    - Panzergrenadierbrigade 41 „Vorpommern“ (H)
    - Artillerieregiment 14 (H)
    - Panzerartilleriebataillon 415 (H)
    - Raketenartilleriebataillon 142 (H)
    - Facharztzentrum Eggesin (ZSan)

- Ehra-Lessien – (A)
  - Truppenübungsplatzkommandantur Ehra-Lessien (SKB) (aufgegeben 2013)
  - weitere Dienststellen

- Ellwangen (Jagst)
  - Liegenschaft Karl-Stirner-Straße 24 (aufgegeben 2015)
    - Bundeswehr-Dienstleistungszentrum Ellwangen (IUD)

- Elmenhorst – (A)
  - Sachsenwald-Kaserne (aufgegeben 1994) 53° 31′ 57″ N, 10° 30′ 39″ O
    - Panzerbataillon 164 (H)
    - Panzerjägerkompanie 160 (H)
    - Panzerpionierkompanie 160 (H)
    - Instandsetzungskompanie 160 (H)

- Elsfleth – (A)
  - Wesermarsch-Kaserne (aufgegeben 1993) – 53° 15′ 18″ N, 8° 28′ 1″ O
    - Flugabwehrraketenbataillon 24 (L)

- Emden – (A)
  - Karl-von-Müller-Kaserne (aufgegeben 1997)  – 53° 22′ 59″ N, 7° 12′ 37″ O
    - ABC-Abwehrbataillon 110 (H)
    - ABC-Abwehrkompanie 1 (H)
    - ABC-Abwehrkompanie 7 (H)
    - ABC-Abwehrkompanie 11 (H)

  - Marinestützpunkt Emden „Königspolder“ (aufgegeben 1997)
    - Marinestützpunktkommando Emden (M)
    - Marineschifffahrtleitstelle Emden (M)

- Emmerich – (A)
  - Moritz-von-Nassau-Kaserne (aufgegeben 2008) 51° 50′ 56″ N, 6° 14′ 5″ O
    - Pionierbataillon 140 (H)
    - Pionierausbildungszentrum 800 (H)

  - „Wasserübungsplatz Dornick“ – 51° 48′ 40″ N, 6° 18′ 30″ O

- Emmerzhausen – (A)
  - Lager Stegskopf (aufgegeben 2014)
    - Truppenübungsplatzkommandantur Daaden (SKB)
    - Teile Bundeswehrdienstleistungszentrum Bonn (WV)

- Empfingen – (A)
  - Kaserne Empfingen (aufgegeben 1989) 48° 23′ 5″ N, 8° 43′ 5″ O
    - Jägerausbildungszentrum 55/2 (H)

- Enge-Sande – (A)
  - Marinemunitionsdepot 3 (SKB) (aufgegeben 2010)

- Engstingen – (A)
  - Eberhard-Finckh-Kaserne (aufgegeben 1994) 48° 21′ 45″ N, 9° 16′ 13″ O
    - Raketenartilleriebataillon 250 (H)
    - Instandsetzungsbataillon 210 (ta) (H)
    - Nachschubkompanie 550 (ta) (H)
    - Sanitätszentrum 505 (ZSan)
    - weitere kleine Dienststellen

- Ennigerloh – (A)
  - Münsterland-Kaserne 51° 53′ 12″ N, 8° 2′ 10″ O
    - 1./Flugabwehrraketengeschwader 21 (L)

- Erfurt
  - Steiger-Kaserne (aufgegeben 2007)
    - Verteidigungsbezirkskommando 71 (SKB)
    - Panzerartilleriebataillon 395 (H)

- Eschbach – (A)
  - Fliegerhorst Bremgarten (aufgegeben 1994) 47° 54′ 5″ N, 7° 37′ 13″ O
    - Aufklärungsgeschwader 51 (L)
      - Fliegende Gruppe Aufklärungsgeschwader 51 (L)
      - Technische Gruppe Aufklärungsgeschwader 51 (L)
      - Fliegerhorstgruppe Aufklärungsgeschwader 51 (L)

    - weitere Dienststellen

- Essen – (A)
  - Liegenschaft Kapuzinergasse 8 (aufgegeben 2006)
    - Kreiswehrersatzamt Essen (WV)

  - Gustav-Heinemann-Kaserne (aufgegeben 2003) – 51° 27′ 35″ N, 7° 3′ 39″ O
    - Fernmeldebataillon 284 (H)

  - Ruhrland-Kaserne (aufgegeben 1994) – 51° 23′ 8″ N, 7° 4′ 39″ O
    - 1./Luftwaffenversorgungsregiment 5 (L)
    - Sportförderkompanie der Bundeswehr
    - Versorgungsbataillon 206 (H)

- Esslingen am Neckar – (A)
  - Becelaere-Kaserne (aufgegeben 1994) 48° 44′ 58″ N, 9° 18′ 49″ O
    - Feldjägerbataillon 750 (H)
    - Sanitätsbataillon 10 (ta) (H)
    - weitere Dienststellen

- Esterwegen – (A)
  - „Gerätedepot Esterwegen“ (SKB) – 50° 0′ 29″ N, 7° 38′ 22″ O

## F
- Feuchtwangen – (A)
  - Hochmeister-Kaserne (aufgegeben 1997) 49° 10′ 39″ N, 10° 20′ 10″ O
    - Fernmeldebereich 72 (L)
    - Fernmeldesektor H (L)

  - Liegenschaft Ansbacher Straße 47 (aufgegeben 1996)
    - Standortverwaltung Feuchtwangen (WV)

- Flensburg
  - Grenzland-Kaserne (aufgegeben 1993) – 54° 48′ 18″ N, 9° 24′ 41″ O
    - Funkzug 755 AFNORTH (L)
    - Panzerbataillon 13 (H)
    - II./Feldartillerieregiment 6 (H)
    - Panzerbataillon 16 (H)
    - Panzergrenadierbataillon 161 (H)
    - Fernmeldebataillon 620 (H)
    - Fernmeldeausbildungskompanie 601 (H)
    - Fernmeldeausbildungskompanie 610 (H)
    - Feldjägerbataillon 610 (H)
    - Marinefernmeldebataillon 771 (M)

  - Junkerhohlweg-Kaserne (aufgegeben 1994)
    - Verteidigungskreiskommando 111 (H)
    - Logistisches Kommando im Bereich AFNORTH (H)

  - Panzerkaserne, ehemalige Nachbarkaserne der Junkerhohlweg-Kaserne (aufgegeben 2015); die Kaserne in der Meiereistraße wurde zuletzt als Bundeswehr-Dienstleistungszentrum Flensburg genutzt
  - von-Briesen-Kaserne (aufgegeben 1997) – 54° 45′ 34″ N, 9° 22′ 50″ O
    - Fernmeldeausbildungskompanie 601 (H)
    - Panzergrenadierbrigade 16 (H)
    - Panzerbataillon 513 (H)
    - Jägerbataillon 511 (H)
    - Jägerbataillon 381 (H)
    - Raketenartilleriebataillon 650 (H)
    - Nachschubkompanie Sonderwaffen 611 (H)
    - Heimatschutzbrigade 51 (H)
    - Heimatschutzkommando 13 (H)
    - Zahnarztgruppe 101/1
    - Fernmeldekompanie Wehrbereich (2./Führungsunterstützungsregiment 10)
    - Instandsetzungsbataillon 610
    - Stab/Flugabwehrraketenbataillon 39 (L)
    - 2./Flugabwehrraketenbataillon 39 (L)
    - 3./Flugabwehrraketenbataillon 39 (L)
    - Vers./Flugabwehrraketenbataillon 39 (L)
    - Stabs./Flugabwehrraketenbataillon 39 (L)

  - Marinestützpunkt Flensburg (große Teile aufgegeben 1998) – 54° 48′ 33″ N, 9° 27′ 25″ O
    - Marinefernmeldeschule (M) (heute: befindet sich in den Gebäuden eine Außenstelle des Ausbildungszentrums CIR)
    - Hafen des Marinestützpunktes
    - Schnellbootflottille (M)
    - 3. Schnellbootgeschwader (M)
    - 1. Minensuchgeschwader (M)
    - Flottendienstgeschwader (M)

  - Schießplatz Twedter Feld (aufgegeben 1994)
  - Tremmeruper Gelände ehemals Sitz des Marinefernmeldestabes 70; heute: zivil genutzte Waldsiedlung Tremmerup (aufgegeben 1994)
  - Liegenschaft Twedter Mark 11 (aufgegeben 2013)
    - Fernmeldebereich 91 (SKB)

- Frankfurt (Oder)
  - Liegenschaft Kopernikusstraße 76 (aufgegeben 2006)
    - Kreiswehrersatzamt Frankfurt/Oder (WV)

- Freiburg – (A)
  - Liegenschaft Stefan-Meier-Straße 72 (aufgegeben 2014)
    - Kreiswehrersatzamt Freiburg (WV)

- Freising
  - General-von-Stein-Kaserne (aufgegeben 2005) 48° 24′ 38″ N, 11° 45′ 0″ O
    - Flugabwehrraketengeschwader 32 (L)
    - Radarführungsabteilung 24 (L)
    - Radarführungskompanie 241 (L)
    - Technische Kompanie 242 (L)

  - Vimy-Kaserne – 48° 24′ 22″ N, 11° 44′ 25″ O
    - II./Fernmelderegiment 31 (L)

- Friedland (Niederlausitz) – (A)
  - Munitionsdepot Weichendorf (SKB) (aufgegeben 2008)

- Friedrichshafen – (A)
  - Kaserne Allmannsweiler
    - Sanitätsausbildungszentrum 850
    - weitere Dienststellen

- Fuldatal – (A)
  - Fritz-Erler-Kaserne (aufgegeben 2007) – 51° 23′ 22″ N, 9° 32′ 27″ O
    - Flugabwehrbrigade 100 (H)
    - Panzerflugabwehrraketenbataillon 300 (H)
    - Flugabwehraufklärungsbatterie 100 (H)
    - Leichte Flugabwehrraketenbatterie 300 (H)
    - Fernmeldebataillon 2 (H)
    - Sanitätsstaffel Fuldatal (ZSan)
    - weitere Dienststellen

- Fürstenau – (A)
  - Pommern-Kaserne (aufgegeben 2007) 52° 32′ 7″ N, 7° 39′ 49″ O
    - Sanitätsregiment 12 (ZSan)
    - Kraftfahrausbildungskompanie Fahrsimulator Kette Fürstenau (SKB)
    - Sanitätsstaffel Fürstenau (ZSan)
    - Jägerbataillon 522 (H)
    - Panzerjägerkompanie 330 (H)
    - weitere Dienststellen

- Fürstenwalde/Spree – (A)
  - Bunker Fuchsbau (aufgegeben 1995)
    - Radarführungskommando 3 (L)

## G
- Gau-Algesheim – (A)
  - Mobilmachungsstützpunkt Gau-Algesheim (aufgegeben 2008)
    - Feldjägerbataillon 741 (H)
    - Transportbataillon 740 (H)
    - Versorgungskompanie 640 (H)
    - Stab/Stabskompanie Nachschubregiment 44 WHNS (H)
    - Stab/Stabskompanie Transportregiment 44 WHNS (H)
    - Frontnachrichtenzug 5 (H)
    - Schwimmbrückenbataillon 863 (H)

- Garching bei München
  - Hochbrück („Lager Hochbrück“) (aufgegeben 1995)
    - Standortkommandantur München – S 4
    - Stabskompanie Standortkommandantur München (Geräteeinheit)
    - Wallmeistertrupp 651/2
    - Ausbildungszentrum (Territorialheer) 65/1
    - Pionierbataillon 764 (Geräteeinheit)
    - Fernmeldekompanie 764 (Geräteeinheit)
    - Wehrleit- und Ersatzbataillon 892
    - Sanitätsakademie der Bundeswehr – Chemisches Labor

  - Hochbrück („MunDepot“)
    - Standortmunitionsniederlage München

- Gelnhausen – (A)
  - Liegenschaft Vor der Kaserne 4 (aufgegeben 2014)
    - Kreiswehrersatzamt Gelnhausen (WV)

- Gelsenkirchen – (A)
  - Luftwaffenkaserne auf dem Berger Feld – 51° 33′ 42″ N, 7° 4′ 13″ O
    - Luftwaffenversorgungsregiment 5 (L)
    - Vers Flugabwehrraketengruppe ?? (L)

- Gemmerich – (A)
  - Gerätehauptdepot Gemmerich (aufgegeben 2006) 50° 13′ 15″ N, 7° 44′ 35″ O

- Gera
  - Liegenschaft Tinzer Straße 39 (aufgegeben 2008)
    - Kreiswehrersatzamt Gera (WV)

- Germersheim
  - Stengel-Kaserne (aufgegeben 2008) 49° 13′ 9″ N, 8° 22′ 6″ O
    - Logistikbrigade 2 (H)
    - Logistikzentrum der Bundeswehr – Teile Germersheim (SKB)

  - Depot Germersheim („MG-Kaserne“) (aufgegeben 2005)
    - Sanitätsmaterialaußenlager Germersheim (ZSan)

  - Stadt-Kaserne (aufgegeben 1996)
    - Teile Gerätedepot Germersheim (H)

  - Theobald-Kaserne (aufgegeben 1995)
    - Materialausgabestelle Gerätedepot Germersheim (H)

- Giebelstadt – (A)
  - Emil-von-Behring-Kaserne (aufgegeben 1996) 49° 39′ 11″ N, 9° 58′ 21″ O
    - Sanitätsschule der Luftwaffe (L)

- Giesen, OT Ahrbergen – (A)
  - Ohnacker-Kaserne (aufgegeben 2005)
    - Instandsetzungsbataillon 1 (H)
    - 3./Nachschubbataillon 1 (H)
    - Gerätelager WBV II Giesen (SKB)
    - Munitionslager Giesen (SKB)

- Gießen – (A)
  - Liegenschaft Schubertstraße 60 (aufgegeben 1997) 50° 34′ 6″ N, 8° 39′ 54″ O
    - Bundeswehrkrankenhaus Gießen (ZSan)

  - Berg-Kaserne (aufgegeben 1994) 50° 35′ 4″ N, 8° 41′ 42″ O
    - Verteidigungsbezirkskommando 47 (H)
    - 3./Instandsetzungsbataillon 420 (H)
    - Instandsetzungsbataillon 5 (H)
    - Begleitbatterie 5 (H)

  - Steuben-Kaserne (aufgegeben 1993) 50° 34′ 33″ N, 8° 43′ 40″ O
    - Raketenartilleriebataillon 52 (H)
    - Heeresmusikkorps 5 (H)
    - 3./Nachschubbataillon 2 (H)

- Glinde – (A)
  - Bundeswehrdepot Glinde (SKB) – 53° 32′ 4″ N, 10° 14′ 13″ O

- Glückstadt – (A)
  - Bundeswehrkrankenhaus Glückstadt (aufgegeben 1975) 53° 47′ 23″ N, 9° 27′ 8″ O
  - Marinekaserne (aufgegeben 2004) 53° 48′ 11″ N, 9° 25′ 5″ O
    - Marineküstendienstschule (M)
    - Marineausbildungsbataillon (M)
    - Marinesicherungsregiment (M)

- Goch – (A)
  - Reichswald-Kaserne (aufgegeben 2005) 51° 41′ 12″ N, 6° 9′ 56″ O
    - Radarführungsregiment 1 (L)
    - Radarführungsabteilung 12 (L)
    - Fernmelderegiment 33 (L)
    - I./Fernmelderegiment 33 (L)

  - Liegenschaft Mittelstraße 3 (aufgegeben 2005)
    - Standortverwaltung Goch (WV)

  - Liegenschaft Kapellenhofstraße 84 (aufgegeben 2009)
    - Gerätehauptdepot Goch-Hommersum (SKB) – 51° 41′ 25″ N, 5° 59′ 50″ O

- Goslar – (A)
  - Fliegerhorst Goslar (aufgegeben 2007) 51° 55′ 54″ N, 10° 26′ 3″ O
    - Luftwaffenausbildungsregiment 1(L)
    - II. /Luftwaffenausbildungsregiment 1 (L)
    - Sanitätszentrum Goslar (ZSan)
    - Teile Standortverwaltung Holzminden (WV)
    - weitere Dienststellen

- Göttingen – (A)

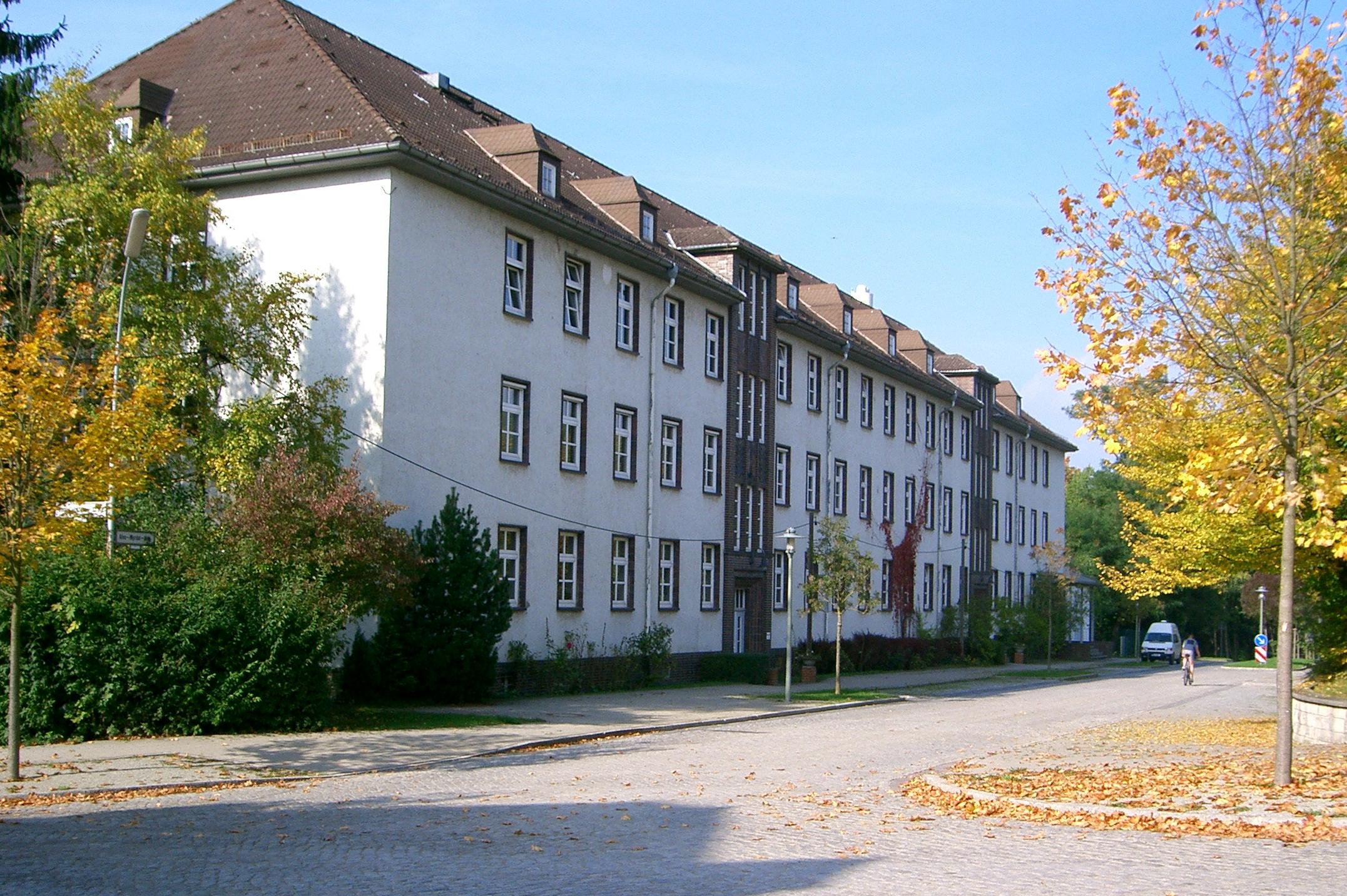
Zieten-Kaserne

  - Liegenschaft Breslauer Straße 2 (aufgegeben 2014)
    - Kreiswehrersatzamt Hannover – Musterungszentrum Göttingen (WV)

  - „Zieten-Kaserne“ – 51° 31′ 14″ N, 9° 58′ 10″ O
    - Stab Panzergrenadierbrigade 4 (H)
    - Panzergrenadierbataillon 41 (H)
    - Panzergrenadierbataillon 42 (H)
    - Panzergrenadierbataillon 43 (H)
    - Panzerbataillon 44 (H)
    - Panzerartilleriebataillon 45 (H)
    - Instandsetzungskompanie 40 (H)

- Großenbrode – (A)
  - Marineküstendienstschule (M) (aufgegeben 1995) 54° 21′ 36″ N, 11° 4′ 11″ O
  - Fehmarnsund-Kaserne (aufgegeben 2004) 54° 21′ 48″ N, 11° 5′ 8″ O
    - Fernmeldesektor A Fernmelderegiment 71 (L)

  - Aufklärungsturm A (Bundeswehr) (Klaustorf)

- Großenkneten – (A)
  - Fliegerhorst Ahlhorn (aufgegeben 2005) – 52° 52′ 54″ N, 8° 12′ 53″ O
    - Hubschraubertransportgeschwader 64 (L)
    - 2./Lufttransportgeschwader 62 (L)
    - Flugabwehrraketengruppe 25 (L)

  - Liegenschaft Fasanenweg 7 (aufgegeben 2005)
    - Standortverwaltung Ahlhorn (WV)

  - Munitionslager Bissel (SKB) (aufgegeben 2010)

- Großwoltersdorf – (A)
  - Munitionsdepot Wolfsruh (SKB) (aufgegeben 2004)

- Gummersbach – (A)
  - Kaserne Vollmerhausen – 50° 59′ 49″ N, 7° 34′ 8″ O
    - Luftwaffenmaterialdepot 83 (L) (aufgegeben 1993)

- Günzburg – (A)
  - Prinz-Eugen-Kaserne (aufgegeben 2004) 48° 28′ 16″ N, 10° 16′ 46″ O
    - Transportbataillon 220 (H)
    - weitere Dienststellen

## H
- Halberstadt – (A)
  - Untertageanlage (UTA) bzw. Stollensystem MALACHIT (aufgegeben 2014)
    - Luftwaffenmaterialdepot 52 (L)

- Halle (Saale) – (A)
  - Liegenschaft Albert-Schweitzer-Straße 40 (aufgegeben 2014)
    - Musterungszentrum Halle (WV)

  - Dr.-Dorothea-Erxleben-Kaserne (aufgegeben 2007) – 51° 30′ 48″ N, 11° 55′ 6″ O
    - Sanitätsregiment 13 (ZSan)
    - Sportfördergruppe der Bundeswehr Halle (SKB)
    - Verteidigungsbezirkskommando 81 (SKB)

  - Kaserne Magdeburger Chaussee - 51° 31′ 52″ N, 11° 56′ 42″ O

- Hambühren – (A)
  - Betriebsstofflager Hambühren (SKB)
  - Kaserne Hambühren (aufgegeben 1994)
    - Fernmeldesektor Q Fernmelderegiment 71 (L)

- Hamburg
  - Liegenschaft Sophienterrasse 1A (aufgegeben 2014)
    - Kreiswehrersatzamt Hamburg (WV)

  - Boehn-Kaserne – 53° 36′ 8″ N, 10° 8′ 3″ O
    - Panzergrenadierbrigade 17, Stab (H)
    - Panzergrenadierbataillon 173 (H)
    - Panzerartilleriebataillon 177 (H)
    - Sanitätszentrum 102

  - Graf-Goltz-Kaserne – 53° 36′ 33″ N, 10° 10′ 35″ O
    - Panzergrenadierbataillon 171 (1./171 nichtaktiv) (H)
    - Panzerbataillon 174 (H)
    - Instandsetzungskompanie 170 (H)

  - Röttiger-Kaserne (aufgegeben 2004) 53° 27′ 56″ N, 9° 48′ 52″ O Ehem. Röttiger-Kaserne

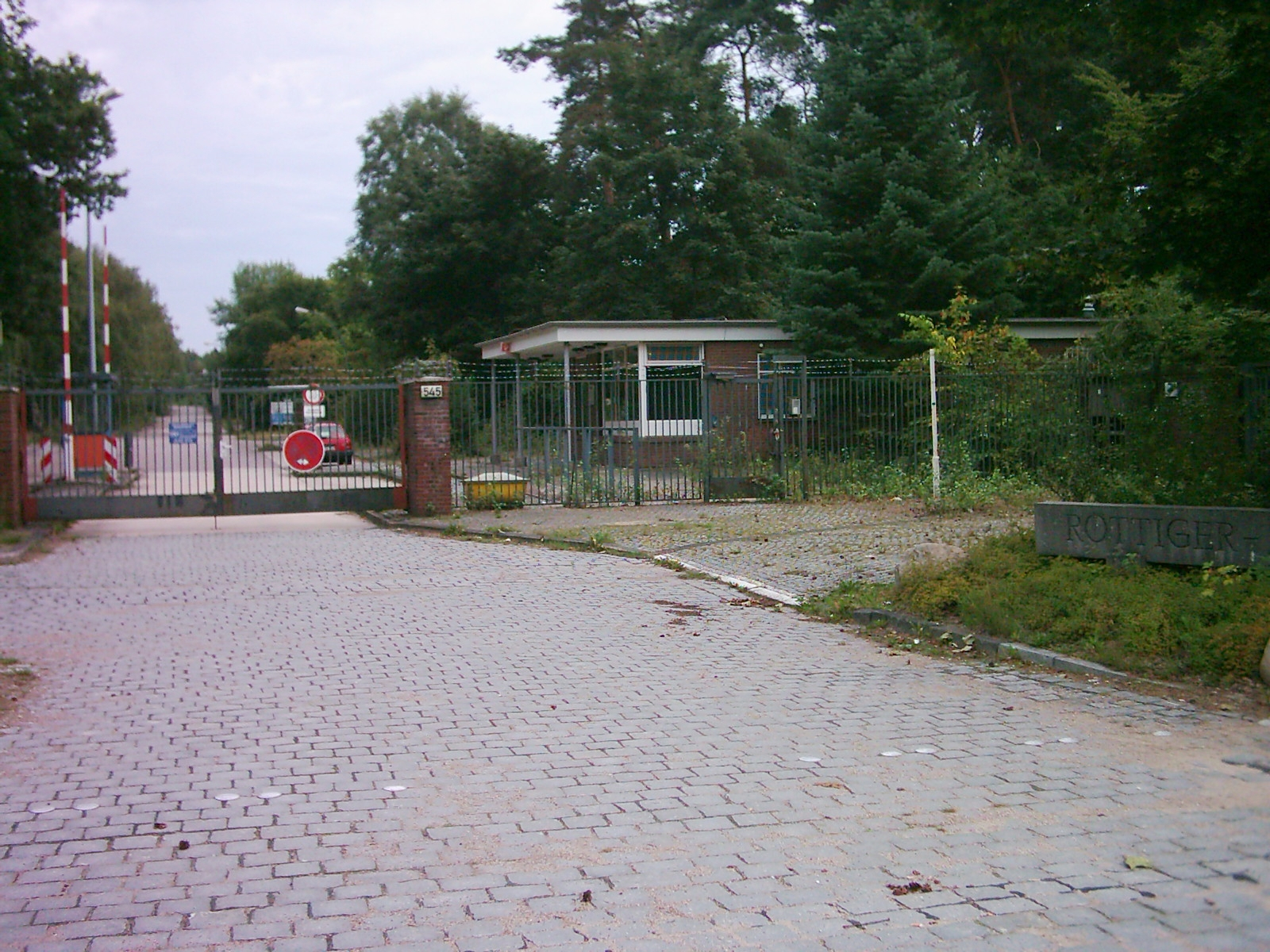
Ehem. Röttiger-Kaserne

    - Panzergrenadierbrigade 7, Stab (H)
    - Feldersatzkompanie 70 (H)
    - Panzergrenadierbataillon 72 (H)
    - Panzergrenadierbrigade 32 (nichtaktiv) (H)
    - Feldersatzkompanie 32 (nichtaktiv) (H)
    - Panzergrenadierbataillon 173 (nichtaktiv) (H)
    - Flugabwehrregiment 3 (1977 bis 1993)
    - Kraftfahrausbildungszentrum Hamburg 1 (1994–2003)
    - Kraftfahrausbildungszentrum Hamburg 2 (1997–2003)

  - Scharnhorst-Kaserne – 53° 27′ 58″ N, 9° 57′ 6″ O
    - Sanitätsbataillon 3 (H)

  - Lettow-Vorbeck-Kaserne – 53° 34′ 53″ N, 10° 8′ 1″ O
    - Feldjägerbataillon 151
    - Lazarett Regiment 161
    - Luftwaffenausbildungsregiment 1
    - Instandsetzungs Btl 6 (H)
    - Panzerartillerie Btl 425/325
    - Stabs Panzer Regiment 403/33 Btl
    - Objektschutz Btl der Marine
    - Objektschutz Btl der Luftwaffe

- Hamm – (A)
  - Liegenschaft Marker Allee 76 (aufgegeben 2007)
    - Bundeswehrkrankenhaus Hamm (ZSan) – 51° 40′ 58″ N, 7° 50′ 25″ O

  - Paracelsuskaserne (aufgegeben 2007) 51° 41′ 2″ N, 7° 50′ 22″ O
    - Sanitätsbataillon 7 (ZSan)
    - Sanitätsregiment 22 (ZSan)
    - Bundeswehrfachschule Hamm (WV)
    - weitere Dienststellen

  - Liegenschaft Am Hülsenbusch 39 (aufgegeben 1996)
    - Standortverwaltung Hamm (WV)

  - MobStp Hamm (Am Hülsenbusch)

- Hannover
  - Freiherr-von-Fritsch-Kaserne (aufgegeben 2008)
    - Führungsunterstützungsregiment 20 (H)
    - Artillerieregiment 1 (H)
    - Feldartilleriebataillon 11 (H)
    - 2./Nachschubbataillon 1 (H)
    - Kraftfahrausbildungszentrum Hannover (SKB)

  - Prinz-Albrecht-Kaserne (aufgegeben 1994)
    - 1. Panzerdivision (H)
    - Fernmeldebataillon 1 (H)

- Hannoversch Münden – (A)
  - Kurhessen-Kaserne (aufgegeben 1993)
    - Pionierbataillon 2 (H)
    - Panzerpionierkompanie 60 (H)

- Heideck – (A)
  - Korpsdepot 272 (H) (aufgegeben 1999) 49° 9′ 27″ N, 11° 6′ 2″ O

- Heidenheim (Mittelfranken) – (A)
  - Hahnenkamm-Kaserne (aufgegeben 2003)[3]49° 2′ 7″ N, 10° 44′ 32″ O
    - Panzerbataillon 304 (H)
    - Panzerbataillon 284 (na) (H)
    - Panzerpionierkompanie 300 (H)

- Heidenrod, OT Kemel – (A)
  - Taunus-Kaserne
    - 3./Flugabwehrraketengruppe 42 (L)
    - 4./Flugabwehrraketengruppe 42 (L)
    - 5./Flugabwehrraketengruppe 42 (L)

- Heidweiler – (A)
  - MobStPkt Heidweiler
    - Sicherungsbataillon 4421 (GerEinh)
    - Sicherungsbataillon 4422 (GerEinh)

- Heilbronn – (A)
  - Liegenschaft Lenaustraße 2 (aufgegeben 2006)
    - Kreiswehrersatzamt Heilbronn (WV)

- Heiligenhaus – (A)
  - Wehrbereichsgerätelager Heiligenhaus (SKB) (aufgegeben 2006)

- Helgoland – (A)
  - Liegenschaft Gätkestraße 510 (aufgegeben 1994)
    - Marinesignalstelle Helgoland Marinefernmeldegruppe 22 (M)

- Hemau – (A)
  - General-von-Steuben-Kaserne (aufgegeben 2004) 49° 3′ 28″ N, 11° 47′ 31″ O
    - Raketenartilleriebataillon 42 (H)
    - Gebirgsbeobachtungspanzerartilleriebataillon 83 (ta) (H)
    - Kraftfahrausbildungszentrum Hemau (SKB)

  - Sondermunitionslager Hemau (aufgegeben 2003) 49° 2′ 3″ N, 11° 44′ 46″ O

- Hemer – (A)
  - Blücher-Kaserne (aufgegeben 2007)
    - Panzerbataillon 203 (H)
    - Panzerbataillon 201 (H)
    - Panzergrenadierbataillon 202 (H)
    - Panzergrenadierbataillon 201 (H)
    - Panzerpionierkompanie 200 (H)
    - Panzerjägerkompanie 200 (H)
    - Kraftfahrausbildungszentrum Hemer (SKB)
    - Sanitätsstaffel Hemer (ZSan)

- Herborn-Seelbach – (A)
  - Aartal-Kaserne (aufgegeben 1993)
    - Nachschubbataillon Sonderwaffen 320 (H)

- Herford – (A)
  - Liegenschaft Wittekindstraße 7 (aufgegeben 2014)
    - Kreiswehrersatzamt Herford (WV)

- Hermeskeil – (A)
  - Hochwald-Kaserne (aufgegeben 2007) 49° 40′ 0″ N, 6° 55′ 0″ O
    - Raketenartillerielehrbataillon 52 (H)
    - Panzerbataillon 543 (H)
    - Panzerbataillon 544 (na) (H)
    - Transportbataillon 370 (H)
    - Kraftfahrausbildungszentrum Hermeskeil (SKB)
    - Sanitätsstaffel Hermeskeil (ZSan)
    - weitere Dienststellen

- Hessisch Lichtenau – (A)
  - Blücher-Kaserne (aufgegeben 2006)
    - Panzerartilleriebataillon 2 (H)
    - Panzerbataillon 54 (H)
    - Fernmeldekompanie 947 (H)
    - Kraftfahrausbildungszentrum Hessisch Lichtenau (SKB)
    - Sanitätszentrum Hessisch Lichtenau (ZSan)
    - weitere Dienststellen

- Hildesheim – (A)
  - Gallwitz-Kaserne (aufgegeben 1992) 52° 10′ 4″ N, 9° 56′ 21″ O
    - Panzerbataillon 14 (H)
    - 4./Panzergrenadierbataillon 11 (H)
    - 8./Sanitätsbataillon 1 (H)

  - Oberstabsarzt-Dr.-Julius-Schoeps-Kaserne (aufgegeben 2004)
    - Sanitätsregiment 1 (ZSan)

  - Ledebur-Kaserne (aufgegeben 2005) 52° 9′ 17″ N, 9° 58′ 19″ O
    - 3./Instandsetzungsbataillon 1 (H)
    - 2./Sanitätsbataillon 1 (H)
    - 5./Sanitätsbataillon 1 (H)
    - 6./Sanitätsbataillon 1 (H)
    - 7./Sanitätsbataillon 1 (H)
    - Panzerjägerkompanie 10 (H)
    - Nachschubkompanie 10 (H)
    - Instandsetzungskompanie 10 (H)
    - Kraftfahrausbildungszentrum Hildesheim (SKB)
    - Standortsanitätszentrum Hildesheim (ZSan)

  - Mackensen-Kaserne (aufgegeben 2008) 52° 9′ 17″ N, 9° 58′ 19″ O
    - Panzergrenadierbrigade 1 (H)
    - Panzergrenadierbataillon 11 (H)

  - Dienstgebäude Waterloostraße 25 (aufgegeben 1995) 52° 9′ 20″ N, 9° 58′ 4″ O
    - Standortverwaltung Hildesheim (WV)

- Hohenbrunn – (A)
  - Munitionshauptdepot Hohenbrunn (SKB) (aufgegeben 2007)

- Hodenhagen – (A)
  - Korpsdepot 151 Hodenhagen (H) (aufgegeben 1994)

- Hofgeismar – (A)
  - Manteuffel-Kaserne (aufgegeben 1993)
    - Panzerbrigade 6 (H)
    - 5./Instandsetzungsbataillon 330 (GerEinh) (H)

- Hohenkirchen – (A)
  - Wangerland-Kaserne (aufgegeben 2004)
    - Flugabwehrraketengruppe 41 (L)
    - Flugabwehrraketenbataillon 26 (L)
    - 9./Unteroffizierschule der Luftwaffe (L)

- Hohenlockstedt – (A)
  - Heeresflugplatz Itzehoe – Hungriger Wolf / Waldersee-Kaserne (aufgegeben 2004) 53° 59′ 2″ N, 9° 34′ 46″ O
    - Heeresfliegerregiment 6 (H)
    - Fliegende Abteilung 61 (H)
    - Luftfahrzeugtechnische Abteilung 62 (H)
    - weitere Dienststellen

- Hohenmölsen – (A)
  - General-Heinrich-August-von-Helldorff-Kaserne (aufgegeben 2007) 51° 10′ 4″ N, 12° 5′ 43″ O
    - Panzerflugabwehrkanonenbataillon 131 (H)
    - Panzerflugabwehrkanonenbataillon 132 (na) (H)
    - 3./Instandsetzungsbataillon 131 (H)
    - weitere Dienststellen

- Hohentengen – (A)
  - Oberschwaben-Kaserne (aufgegeben 2013)
    - I./Luftwaffenausbildungsregiment (L)
    - Sanitätsstaffel Hohentengen (ZSan)
    - Teile Bundeswehrdienstleistungszentrum Stetten am kalten Markt (WV)

- Holzwickede – (A)
  - Emscher-Kaserne (aufgegeben 2005)
    - 3./Flugabwehrraketengruppe 21 (L)

- Homberg (Efze)
  - Dörnberg-Kaserne (aufgegeben 2005)
    - Panzergrenadierbrigade 5 „Kurhessen“ (H)
    - Panzerartilleriebataillon 55 (H)
    - 4./Raketenartilleriebataillon 12 (H)
    - weitere Dienststellen

  - Ostpreußen-Kaserne (aufgegeben 2005)
    - Panzergrenadierbataillon 51 (H)
    - Panzerjägerkompanie 50 (H)
    - Instandsetzungskompanie 50 (H)
    - Nachschubkompanie 50 (H)
    - Sanitätszentrum 405

- Homburg – (A)
  - Liegenschaft Am Zunderbaum (aufgegeben 2005)
    - Gerätehauptdepot Homburg (SKB)

- Horb am Neckar – (A)
  - Hohenberg-Kaserne (aufgegeben 2011)
    - Lazarettregiment 41 (ZSan)
    - Kraftfahrausbildungszentrum Horb (SKB)
    - Sanitätsstaffel Horb (ZSan)
    - Teile Standortverwaltung Calw (WV)
    - weitere Dienststellen

- Hörstel – (A)
  - Fliegerhorst Hopsten (aufgegeben 2007) 52° 20′ 19″ N, 7° 32′ 28″ O
    - Teile Jagdgeschwader 72 (L)

- Hürup – (A)
  - Liegenschaft Husbyfelderstraße (aufgegeben 2015)
    - Flottenkommando Führungsunterstützungszentrum Marine A Teileinheit Hürup – Marinefunksendestelle Hürup (M)

## I
- Idar-Oberstein
  - Hohl-Kaserne (aufgegeben 2004) 49° 42′ 2″ N, 7° 19′ 38″ O
    - Artillerielehrregiment 5 (H)

- Idstedt – (A)
  - Teile Sektor für Informationstechnik 4 (L)

- Immendingen – (A)
  - Oberfeldwebel-Schreiber-Kaserne (aufgegeben 2016)
    - Artilleriebataillon 295 (H)
    - Panzerpionierkompanie 550 (H)
    - weitere Dienststellen

  - Liegenschaft Schwarzwaldstraße 51 (aufgegeben 2016)
    - Bundeswehr-Dienstleistungszentrum Immendingen (IUD)

- Ingolstadt
  - Liegenschaft Manchinger Straße 1a (aufgegeben 2012)
    - Kreiswehrersatzamt Ingolstadt (WV)

- Iserlohn – (A)
  - Winkelmann-Kaserne (aufgegeben 1993)
    - Panzerbrigade 20 (H)
    - Fallschirmjägerbataillon 271 (H)
    - Fallschirmjägerbataillon 273 (H)

  - Bernhard-Hülsmann-Kaserne (aufgegeben 1994)
    - Truppendienstliche Fachschule der Luftwaffe (L)
    - Fachschule der Luftwaffe für Wirtschaft (L)
    - 10./Unteroffizierschule der Luftwaffe (L)

  - Liegenschaft Auf der Aeumes 1 (aufgegeben 1995)
    - Standortverwaltung Iserlohn (WV)

- Itzehoe – (A)
  - Liegenschaft Langer Peter 29 (aufgegeben 2015) 53° 55′ 57″ N, 9° 31′ 47″ O
    - Bundeswehr-Dienstleistungszentrum Itzehoe (IUD)
    - Kreiswehrersatzamt Itzehoe

  - Hanseaten-Gallwitz-Kaserne (aufgegeben 1992) 53° 55′ 56″ N, 9° 31′ 21″ O
    - Beobachtungsbataillon 63 (H)
    - Sanitätsbataillon 6 (H)
    - Sanitätszentrum 105 (H)

## J
- Jever – (A)
  - Liegenschaft Rahrdumer Straße 133 (aufgegeben 2006)
    - Standortverwaltung Jever (WV)

- Jülich
  - Liegenschaft Neusser Straße 46–48 (aufgegeben 2014)
    - Kreiswehrersatzamt Jülich (WV)

## K
- Kaiserslautern – (A)
  - Liegenschaft Vogelgesang 44 (aufgegeben 2014)
    - Kreiswehrersatzamt Kaiserslautern (WV)

- Kappeln – (A)
  - Marinestützpunkt Olpenitz (aufgegeben 2006)
    - Flottille der Minenstreitkräfte (M)
    - 1. Minensuchgeschwader (M)
    - 3. Minensuchgeschwader (M)
    - 5. Minensuchgeschwader (M)
    - 5. Schnellbootgeschwader (M)
    - Sanitätsstaffel Kappeln (ZSan)

  - Liegenschaft Kappeln-Ellenberg (aufgegeben 2004)
    - Marinewaffenschule Lehrgruppe B (M) (ehem. Marineartillerieschule)

- Karlsruhe
  - General-Kammhuber-Kaserne (aufgegeben 2001)
    - Kommando 1. Luftwaffendivision (L)

  - Mackensen-Kaserne (aufgegeben 1998) 49° 1′ 19″ N, 8° 25′ 58″ O
    - Fernmeldekompanie 750 (H)
    - Instandsetzungskompanie 860 (H)
    - 2./Schwimmbrückenbataillon 850 (H)
    - Instandsetzungslenkungsgruppe 752 (H)
    - Sanitätsgruppe Karlsruhe (H)

  - Dragoner-Kaserne (aufgegeben 2014)
    - Luftwaffenmusikkorps 2 (L)
    - II./Fernmelderegiment 12 (L)

  - Dienstgebäude Kantstraße 1A – (A)
    - Truppendienstgericht Süd (R)

- Karow (Plau am See) – (A)
  - Damerow-Kaserne (aufgegeben 2006)
    - Nachschubbataillon 141 (na) (H)
    - 4./Logistikbataillon 142[1] (H)
    - Standortsanitätszentrum Karow (H)
    - weitere Dienststellen

- Kassel
  - Graf-Haeseler-Kaserne (Kassel)
    - Nachschubbataillon 2 (H)
    - Panzerpionierkompanie 40 (H)

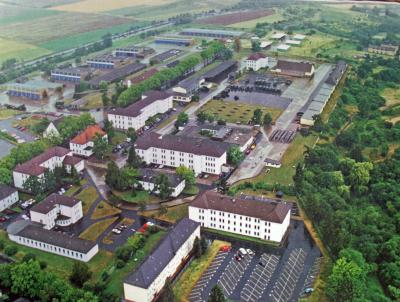
Graf-Haeseler-Kaserne 1993

    - 3./Instandsetzungsbataillon 2 (H)
    - MAD-Stelle 42 (H)

  - Jäger-Kaserne
    - Verteidigungsbezirkskommando 44 (H)
    - 4./Feldjägerbataillon 740 (H)
    - Heeresmusikkorps 2 (H)

  - Hindenburg-Kaserne
    - Flugabwehrregiment 2 (H)

  - Lüttich-Kaserne
    - 2. Panzergrenadierdivision (H)
    - Artillerieregiment 2 (H)
    - Instandsetzungsbataillon 2 (H)
    - 5./Nachschubbataillon 2 (H)
    - Panzerjägerkompanie 40 (H)

  - Wittich-Kaserne
    - Panzergrenadierbataillon 42 „Kasseler Jäger“ (H)
    - 2./Panzergrenadierbataillon 41 (H)
    - Sanitätszentrum 407

- Kellinghusen – (A)
  - Liliencron-Kaserne (aufgegeben 2008)
    - Panzerartilleriebataillon 515 (H)
    - Panzerpionierkompanie 510 (H)
    - Raketenartilleriebataillon 62 (H)
    - Artillerieregiment 6 (H)
    - Begleitbatterie 6 (H)
    - Kraftfahrausbildungszentrum Kellinghusen (SKB)
    - Sanitätszentrum Kellinghusen (ZSan)

  - Sondermunitionslager Kellinghusen

- Kempten – (A)
  - Prinz-Franz-Kaserne (aufgegeben 2005)
    - 2./Krankentransportbataillon 230 (H)
    - 6./Sanitätsbataillon 210 (H)
    - Kraftfahrausbildungszentrum Kempten (SKB)

  - Artillerie-Kaserne (aufgegeben 2016)
    - Gebirgsartilleriebataillon 81 (H)
    - Gebirgssanitätsregiment 42 (ZSan)
    - weitere Dienststellen

  - Liegenschaft Haubensteigweg 19 (aufgegeben 2016)
    - Fachsanitätszentrum Kempten (ZSan)

  - Liegenschaft Hinterm Sichenbach (aufgegeben 2014)
    - Kreiswehrersatzamt Kempten (WV)
    - Standortverwaltung Kempten (WV)

- Kiel
  - Liegenschaft Feldstraße 213 (aufgegeben 2016)
    - Sanitätskommando I (ZSan)

  - Liegenschaft Niemannsweg 220 (aufgegeben 2014)
    - Wehrbereichskommando I – Küste (SKB)

  - Marinefliegerhorst Holtenau (aufgegeben 2014)
    - Marinefliegergeschwader 5 (M)
    - weitere Dienststellen

- Kirchham – (A)
  - Rottal-Kaserne (aufgegeben 2003) 48° 21′ 46″ N, 13° 17′ 5″ O
    - Gebirgspanzerflugabwehrkanonenregiment 8 (H)
    - Panzerbataillon 243 (H)
    - Gebirgspanzerbataillon 8 (H)
    - Kraftfahrausbildungszentrum Kirchham (SKB)

- Klosterlechfeld
  - Schwabstadl-Kaserne (aufgegeben 2006)
    - Fliegerhorstgruppe Jagdbombergeschwader 32 (L)

- Kloster Lehnin, OT Damsdorf – (A)
  - Liegenschaft Göhlsdorfer Straße (aufgegeben 2005)
    - Wehrbereichsbekleidungsamt VII Außenstelle Damsdorf (WV)

- Kobern-Gondorf – (A)
  - „Pionier-Materialdepot Bassenheim“ – 50° 20′ 22″ N, 7° 26′ 18″ O
    - Pionierbataillon 741 (GerEinh)
    - schweres Pionierbataillon 740 (GerEinh)

- Koblenz
  - „Pionier-Kaserne“ – 50° 21′ 48″ N, 7° 33′ 32″ O
    - Pionierbataillon 320 (H)
    - 2. Schwimmbrückenbataillon 360 (TV)
    - Pionierübungsplatz Wasser

  - „Fritsch-Kaserne“ – 50° 22′ 26″ N, 7° 37′ 56″ OFritsch-Kaserne 1974
    - Flugabwehrkommando 3
    - Stab/StKp Panzerbrigade 15 (H)

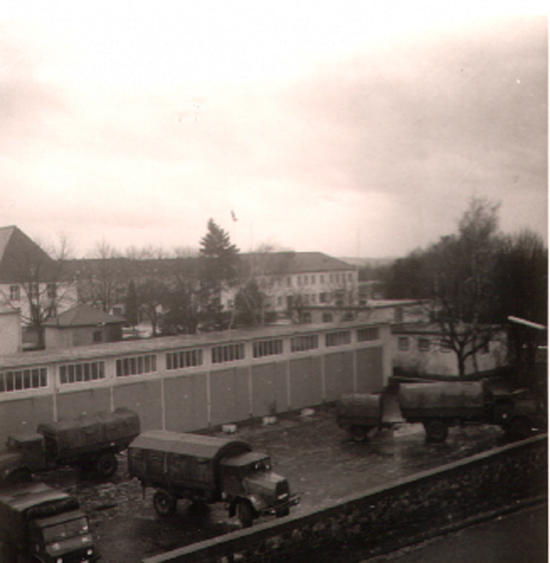
Fritsch-Kaserne 1974

    - Stabs- und Fernmeldebataillon 5 (H)
    - 2./Feldjägerbataillon 251 (SKB)
    - Panzerbataillon 153 (H)
    - Panzerbataillon 151 (H)
    - Panzerpionierkompanie 340 (H)
    - Sanitätsbataillon 51 (GerEinh)
    - Instandsetzungsbataillon 310 (H)
    - Teile InstBtl 5 (H)

  - „Lager Bubenheim“- 50° 23′ 15″ N, 7° 32′ 54″ O
    - Diensthundeschule (verlegt nach Ulmen)
    - Panzerjägerkompanie 741 (GerEinh)
    - Fernmeldekompanie 741 (GerEinh)
    - Panzerjägerzug 74 (GerEinh)
    - Standortbekleidungskammer V

  - „Flußpionierkaserne“ – 50° 21′ 55″ N, 7° 35′ 48″ O
    - Jägerbataillon 741 (GerEinh)
    - Versorgungskompanie 740 (GerEinh)
    - Instandsetzungskompanie 744 (GerEinh)
    - Verteidigungsbezirkskommando 41 (H)
    - Stab Heimatschutzregiment 74

  - „Liegenschaft Feste Franz“ – 50° 22′ 8″ N, 7° 35′ 28″ O
    - Jägerbataillon 742 (GerEinh)
    - Pionierbataillon 740 (GerEinh)
    - Standortverwaltung (Werkstätten/Standortwäschekammer)
    - Standortbekleidungskammer II

  - „Liegenschaft Ernst-Rodenwald-Institut“ – 50° 21′ 26″ N, 7° 35′ 45″ O
    - ZInstSanDstBw
    - Standortverwaltung

  - Korps-Kraftstoffdepot III-1 – 50° 20′ 14″ N, 7° 38′ 10″ O
  - Soldatenschwimmbad in Koblenz-Horchheim[4]

- Köln
  - Kaserne Butzweilerhof (aufgegeben 2007)
    - Verteidigungsbezirkskommando 31 (SKB)
    - Transportbataillon 801 (H)
    - weitere Dienststellen

- Königsbronn – (A)
  - Teildepot Material Ochsenberg (aufgegeben 1998)

- Kötzting – (A)
  - Hohenbogen-Kaserne (aufgegeben 2005)
    - Fernmeldesektor F Fernmelderegiment 72 (L)

- Krailling zu StO München – (A)
  - Pionier-Kaserne (aufgegeben 1993)
    - Pionierausbildungszentrum 851 (H)

- Krefeld – (A)
  - Flußpionierkaserne, Hafenstraße 85 (aufgegeben 1986)
  - Liegenschaft Westparkstraße 107–109 („Husarenkaserne“) (aufgegeben 1997)
    - Kreiswehrersatzamt Krefeld (WV)

- Kriegsfeld – (A)
  - Liegenschaft Auf der Wesenbacher Höhe (aufgegeben 2010)
    - Munitionsdepot Kriegsfeld (SKB)

- Külsheim – (A)
  - Prinz-Eugen-Kaserne (aufgegeben 2006)
    - Panzerbataillon 363 (H)
    - Panzerpionierkompanie 300 (H)
    - 3./Logistikbataillon 12 (H)
    - 7./Logistikbataillon 12 (H)
    - Kraftfahrausbildungskompanie Fahrsimulator Kette Külsheim (SKB)
    - Sanitätszentrum Külsheim (ZSan)
    - weitere Dienststellen

  - Liegenschaft Zum Läger 5
    - Bundeswehr-Dienstleistungszentrum Külsheim (WV)

- Kusel – (A)
  - Unteroffizier-Krüger-Kaserne
    - Artillerielehrregiment 345 (H)
    - Sanitätsstaffel Kusel (ZSan)
    - Teile Bundeswehr-Dienstleistungszentrum Idar-Oberstein (IUD)
    - weitere Dienststellen

## L
- Laichingen - (A)
  - Gerätehauptdepot Feldstetten (aufgegeben 2007) 48° 28′ 31″ N, 9° 38′ 18″ O
- Landsberg am Lech
  - Lechrain-Kaserne (aufgegeben 1993)
    - Panzerbataillon 224 (H)
    - Gebirgspanzerjägerkompanie 230 (H)
    - 7./Feldjägerbataillon 760 (H)

  - Ritter-von-Leeb-Kaserne (aufgegeben 1992)
    - Stabsbatterie Gebirgsartillerieregiment 8
    - Gebirgsartillerieregiment 8 (H)
    - Gebirgsraketenartilleriebataillon 82 (H)
    - Gebirgsbeobachtungsbataillon 83 (H)
    - Gebirgsbegleitbatterie 8 (H)

  - Saarburgkaserne (aufgegeben 1993)
    - Flugkörpergeschwader 1 (L)
    - Luftwaffenversorgungsregiment 3 (L)

- Landshut – (A)
  - Schoch-Kaserne (aufgegeben 2005)
    - Panzerbrigade 24 „Niederbayern“ (H)
    - Panzerbataillon 244 (H)
    - Panzerartilleriebataillon 245 (H)
    - Panzerbataillon 563 (H)
    - Heimatschutzbataillon 863 „Niederbayern“ (na) (H)
    - Sanitätszentrum 610 (ZSan)

  - Liegenschaft Dreifaltigkeitsplatz 177 (aufgegeben 2004)
    - Kreiswehrersatzamt Landshut (WV)

- Lauda-Königshofen
  - Tauberfranken-Kaserne (aufgegeben 2004)
    - Radarführungsabteilung 23 (L)
    - Radarführungskompanie 231 (L)
    - Technische Kompanie 232 (L)

- Leck (Nordfriesland) – (A)
  - Fliegerhorst Leck (aufgegeben 1994)
    - Aufklärungsgeschwader 52 (L)

- Leipheim – (A)
  - Fliegerhorst Leipheim (aufgegeben 2008)
    - Leichtes Kampfgeschwader 44 (L)
    - Technische Gruppe 31 (L)
    - I./Luftwaffenausbildungsregiment 4 (L)
    - Luftwaffenwerft 33 (SKB)
    - Betriebsstoffdepot Leipheim (SKB)
    - weitere Dienststellen

- Leipzig
  - Liegenschaft Bahnhofstraße 86 (aufgegeben 2015)
    - Fachsanitätszentrum Leipzig – Teileinheiten Bahnhofstraße (ZSan)
    - Bundeswehrkrankenhaus Leipzig (ZSan)

  - Theodor-Körner-Kaserne (aufgegeben 2002)
    - 13. Panzergrenadierdivision (H)
    - 1./Feldjägerbataillon 701 (SKB)

- Lenggries – (A)
  - Prinz-Heinrich-Kaserne (aufgegeben 2004)
    - Flugabwehrraketengeschwader 6 (L)
    - Flugabwehrraketengruppe 33 (L)
    - Standortverwaltung Mittenwald Außenstelle Lenggries (WV)

- Lennestadt – (A)
  - Sauerlandkaserne (aufgegeben 2004)
    - 5./Flugabwehrraketengruppe 21 (L)

- Leutkirch – (A)
  - Versorgungslager (aufgegeben 2007)
    - Munitionsdepot Urlau (SKB) 47° 47′ 10″ N, 10° 3′ 28″ O

- Lich – (A)
  - Limes-Kaserne (aufgegeben 1993)
    - Flugabwehrraketenkommando 4 (L)
    - 1./Flugabwehrraketenbataillon 23 (L)
    - 3./Flugabwehrraketengeschwader 38 (L)

- Lindau (Bodensee) – (A)
  - Luitpold-Kaserne (aufgegeben 1973)
    - Flugabwehrraketenbataillon 33 (L)

- Linden (Westerwald) – (A)
  - Korpsdepot 368 (Teilbereich Material) (H)

- Lingen (Ems) – (A)
  - Scharnhorst-Kaserne (aufgegeben 2006)
    - Logistikregiment 16 (SKB)
    - Versorgungs- und Ausbildungszentrum 163 (SKB)
    - Heimatschutzbrigade 52 (H)
    - Panzerbataillon 523 (H)
    - Panzerbataillon 524 (H)

- Lippstadt – (A)
  - Lipperland-Kaserne (aufgegeben 2007)
    - Luftlandebrigade 27 (H)
    - Transportbataillon 801 (H)
    - Fernmeldebataillon 7 (H)
    - Luftlandeversorgungskompanie 270 (H)
    - Luftlandesanitätskompanie 270 (H)
    - Sanitätsstaffel Lippstadt (ZSan)
    - Reservelazarettgruppe 7318 (ZSan)

  - Liegenschaft Ostlandstraße 8 (aufgegeben 2002)
    - Standortverwaltung Lippstadt (WV)

- List – (A)
  - Liegenschaft Thomasplatz 1 (aufgegeben 2007)
    - Marineversorgungsschule (M)
    - Marinestandortsanitätszentrum List (ZSan)

- Lohne – (A)
  - Kaserne An den Landwehren
    - 4./Flugabwehrraketenbataillon 25 (L)

- Lorch (Rheingau) – (A)
  - Standortverwaltung Lorch (aufgegeben 1995) 50° 2′ 52″ N, 7° 48′ 17″ O
  - Teildepot Munition Lorch-Ransel (aufgegeben 2008) 50° 4′ 24″ N, 7° 50′ 3″ O
  - Teildepot Munition Lorch-Oberlinesitt (aufgegeben 2008) 50° 4′ 51″ N, 7° 51′ 20″ O
  - Rheingau-Kaserne (aufgegeben 1993) 50° 3′ 2″ N, 7° 49′ 18″ O
    - Flugabwehrregiment 5 (H)
    - 4./Pionierbataillon 5 (H)
    - Übungsgelände auf dem Weiselberg mit Standortschießanlage (aufgegeben 2000) 50° 3′ 55″ N, 7° 48′ 37″ O

  - Sanitätshauptdepot Lorch-Rheingau (aufgegeben 2007) 50° 2′ 58″ N, 7° 49′ 5″ O
  - Gerätehauptdepot Lorch-Wispertal (aufgegeben 2008) 50° 3′ 51″ N, 7° 49′ 21″ O (Einfahrt West) und 50° 3′ 49″ N, 7° 50′ 57″ O (Ausfahrt Ost)

- Lörrach – (A)
  - Liegenschaft Basler Straße 51 (aufgegeben 1998)
    - Kreiswehrersatzamt Lörrach (WV)

- Löwenstedt – (A)
  - Munitionsdepot Löwenstedt (SKB) (aufgegeben 2005)

- Lübeck – (A)
  - Hanseaten-Kaserne (aufgegeben 1992) 53° 47′ 43″ N, 10° 42′ 12″ O
    - Panzergrenadierbataillon 172 (H)
    - Panzerjägerkompanie 170 (H)

  - Trave-Kaserne (aufgegeben 1993) 53° 53′ 58″ N, 10° 40′ 20″ O
    - Pionierbataillon 61 (H)
    - Panzerpionierkompanie 170 (H)
    - Panzerpionierkompanie 180 (H)

  - Cambrai-Kaserne (aufgegeben 1994)
    - Verteidigungskreiskommando 114 (H)

- Lübtheen – (A)
  - Liegenschaft Lübbendorfer Chaussee 1 (aufgegeben 2014)
    - Truppenübungsplatzkommandantur Lübtheen (SKB)
    - Teile Bundeswehr-Dienstleistungszentrum Rostock (IUD)

- Ludwigsburg – (A)
  - Luitpold-Kaserne (aufgegeben 1994)
    - Unterstützungskommando 5 (WHNS) (H)
    - Nachschubkompanie 750 (H)

  - Jägerhof-Kaserne (aufgegeben 1994)
    - Verteidigungsbezirkskommando 51 (H)
    - Feldjägerbataillon 750 (H)

  - Eberhard-Ludwig-Kaserne (aufgegeben 1994)
    - Kreiswehrersatzamt Ludwigsburg (WV)

- Lüneburg
  - Liegenschaft Meisterweg 75 (aufgegeben 2014)
    - Kreiswehrersatzamt Lüneburg (WV)

  - Scharnhorst-Kaserne 53° 13′ 48,5″ N, 10° 24′ 6,7″ O
    - Feldartilleriebataillon 31 (H)
    - Panzerartilleriebataillon 85 (H)
    - Panzerpionierkompanie 80 (H)
    - Nachschubausbildungskompanie 14/1 (H)

  - Schlieffen-Kaserne (aufgegeben 2004)53° 15′ 9,3″ N, 10° 26′ 7″ O
    - Panzergrenadierbataillon 82 (H)
    - Panzerbataillon 81 (H)
    - Panzerbataillon 83 (H)
    - Panzerbataillon 84 (H)
    - Verteidigungsbezirkskommando 25 (TerH)
    - Verteidigungskreiskommando 252 (TerH)

  - Liegenschaft Rabensteinstraße 1 (aufgegeben 2003)
    - Standortverwaltung Lüneburg (WV)

- Lutherstadt Wittenberg – (A)
  - Liegenschaft Am Alten Bahnhof 10 (aufgegeben 2006)
    - Kreiswehrersatzamt Wittenberg (WV)

- Lütjenburg – (A)
  - Schill-Kaserne 54° 17′ 43″ N, 10° 34′ 33″ O
    - Flugabwehrlehrregiment 6 (H)
    - Sanitätsstaffel Lütjenburg (ZSan)
    - weitere Dienststellen

## M
- Magdeburg
  - Liegenschaft Diesdorfer Graseweg 7 (aufgegeben 2014)
    - Landeskommando Sachsen-Anhalt (SKB)
    - Heimatschutzbataillon 832 (na) (H)
    - Heimatschutzbataillon 932 „Magdeburger Jäger“ (na) (H)

- Mainz
  - Osteiner Hof (aufgegeben 2014)
    - Wehrbereichskommando II – Teile Osteiner Hof Mainz (SKB)

  - Liegenschaft Kapellenstraße 7 (aufgegeben 2006)
    - Kreiswehrersatzamt Mainz (WV)

  - Alte Artillerie-Kaserne
    - Unterstützungskommando 4 (WHNS) (H)

  - Liegenschaft Wallstraße 43 (aufgegeben 2002)
  - Bundeswehrfachschule Mainz (WV)
  - Peilzentrale III Schwabenheim (H)

- Manching
  - Max-Immelmann-Kaserne (aufgegeben 2015)
    - Flugabwehrraketengeschwader 5 (L)
    - Flugabwehrraketengruppe 23 (L)
    - Abgesetzter Bereich Manching Luftwaffeninstandhaltungsgruppe 14 (L)
    - Teile Flugmedizinisches Institut der Luftwaffe (L)
    - Teile Bundeswehrdienstleistungszentrum Ingolstadt (IUD)

- Mannheim
  - Ludwig-Frank-Kaserne (aufgegeben 1994)
    - Fernmeldekommando 850 (H)
    - Pionierkommando 850 (H)
    - Fernmeldebataillon 970 (ta) (H)
    - Fernmeldeausbildungskompanie 971 (H)
    - weitere Dienststellen

- Marburg – (A)
  - Jäger-Kaserne (aufgegeben 1994)
    - Verteidigungskreiskommando 471 (H)
    - 5./Feldjägerbataillon 740 (H)
    - 6./Sanitätsbataillon 310 (H)
    - 2./Krankentransportbataillon 330 (H)
    - Nachschubkompanie 2 (H)

  - Tannenberg-Kaserne (aufgegeben 1993)
    - Flugabwehrregiment 300 (H)
    - Sanitätsbataillon 2 (H)
    - Flugabwehrbataillon 310 (H)

- Marienheide – (A)
  - Hermannsberg-Kaserne (aufgegeben 1988) 51° 5′ 5,4″ N, 7° 30′ 58,1″ O
    - 4./Flugabwehrraketenbataillon 22 (L)

- Marktbergel – (A)
  - Franken-Kaserne (aufgegeben 2006) 49° 25′ 34″ N, 10° 23′ 8″ O
    - Verteidigungsbezirkskommando 63 „Mittelfranken – Schwaben“ (SKB)
    - Heimatschutzbataillon 763 „Ansbacher Jäger“ (na) (H)

- Mellrichstadt – (A)
  - Hainberg-Kaserne (aufgegeben 2006)
    - Panzergrenadierbataillon 352 (H)
    - Sanitätsstaffel Mellrichstadt (ZSan)
    - Teile Standortverwaltung Hammelburg (WV)
    - weitere Dienststellen

- Memmingerberg – (A)
  - Fliegerhorst Memmingerberg (aufgegeben 2004)
    - Jagdbombergeschwader 34 (L)
    - Ausbildungswerkstatt der Luftwaffe Memmingen (L)

  - Liegenschaft Werftring 2
    - Standortverwaltung Memmingen (WV)

- Mendig – (A)
  - Heeresflugplatz Mendig / Plüschow-Kaserne (aufgegeben 2008)
    - Heeresfliegerbrigade 3 (H)
    - Heeresfliegerregiment 35 (H)
    - Heeresfliegerverbindungs- und Aufklärungsstaffel 300 (H)
    - Heeresfliegerinstandsetzungsstaffel 300 (H)
    - Sanitätszentrum Mendig (ZSan)
    - weitere Dienststellen

- Meppen
  - Liegenschaft Herzog-Arenberg-Straße 12 (aufgegeben 2014)
    - Kreiswehrersatzamt Meppen (WV)

- Meßstetten
  - Zollernalb-Kaserne (aufgegeben 2014)
    - Abgesetzter Bereich Sektor für Informationstechnik 1 (L)
    - Einsatzführungsbereich 1 (L)
    - Einsatzführungskompanie 11 (L)
    - Stabs- und Unterstützungskompanie 12 (L)
    - 6./Jägerbataillon 292 (H)
    - weitere Dienststellen

- Möhnesee-Echtrop – (A)
  - Graf-York-Kaserne (aufgegeben 2005) – 51° 30′ 26″ N, 8° 9′ 18″ O
    - Stab Flugabwehrraketengruppe 21 (L)
    - 2./Flugabwehrraketengruppe 21 (L)

- Mölln – (A)
  - Liegenschaft Hindenburgstraße 5–15 (aufgegeben 2014)
  - Bundeswehrverwaltungsschule III (WV)
  - Zivilberufliche Aus- und Weiterbildung Betreuungsstelle (M/H)

- Mönchengladbach
  - Liegenschaft Hofstraße 54 (aufgegeben 2014)
    - Kreiswehrersatzamt Mönchengladbach (WV)

  - Niederrhein-Kaserne (aufgegeben 2004)
    - Territorialkommando Nord (H)
    - weitere Dienststellen

- Montabaur – (A) 50° 25′ 37″ N, 7° 49′ 18″ O
  - Westerwald-Kaserne (aufgegeben 2005)
    - Instandsetzungsregiment 5
    - Raketenartilleriebataillon 350 (H)
    - Instandsetzungsbataillon 310 (SKB)
    - 3./Instandsetzungsbataillon 5 (H)
    - Instandsetzungsausbildungskompanie 17/III (H)
    - weitere Dienststellen

  - Sondermunitionslager (SAS) Horressen (NATO)

- Mosbach – (A)
  - Neckartal-Kaserne (aufgegeben 2008)
    - Luftwaffeninstandhaltungsgruppe 11 (L)
    - 3./Unteroffizierschule der Luftwaffe (L)
    - 4./Unteroffizierschule der Luftwaffe (L)
    - Teile Bundeswehrdienstleistungszentrum Külsheim (WV)
    - weitere Dienststellen

- Muggensturm – (A)
  - Gerätelager WBV V Muggensturm (SKB) (aufgegeben 2010)
  - MobStPkt Muggensturm (aufgegeben 2007)
    - Transportbataillon 863 na (Aufgelöst 1994)
    - HSchBtl 752 na (Aufgelöst 2007)[5]
    - HSchBtl 851 na (Aufgelöst 2007)[6]
    - Pionierbrückenbataillon 863 na (Aufgelöst 1996)[7]

- Mühlhausen/Thüringen – (A)
  - Görmar-Kaserne (aufgegeben 2015) 51° 12′ 57″ N, 10° 28′ 45″ O
    - Artillerieregiment 100 (H)
    - Beobachtungspanzerartilleriebataillon 131 (H)
    - Sanitätsstaffel Mühlhausen (ZSan)
    - Teile Bundeswehrdienstleistungszentrum Erfurt (IUD)
    - weitere Dienststellen

  - Liegenschaft Friedrich-Naumann-Straße 36 (aufgegeben 2007)
    - Kreiswehrersatzamt Mühlhausen (WV)

  - Rosenhof-Kaserne (aufgegeben 2002) 51° 13′ 0″ N, 10° 27′ 45″ O
    - Artillerieregiment 13 (H)

- München

- - Bayern-Kaserne (aufgegeben 2011)
    - Führungsunterstützungsregiment 61 (H)
    - Heimatschutzbataillon 861 (na) (H)
    - Panzerartilleriebataillon 565 (H)
    - Panzergrenadierbataillon 561 (H)
    - 3./Gebirgsnachschubbataillon 8 (H)
    - Fernmeldekompanie 760 (H)
    - Instandsetzungskompanie 760 (H)
    - Nachschubkompanie 560 (H)
    - Nachschubkompanie 760 (H)
    - Ausbildungskompanie Fach-/Fachschulausbildung München (SKB)

  - Eisenbahn-Kaserne (aufgegeben 1976)
    - Wehrbereichskommando VI

  - Funkkaserne (aufgegeben 1994)
    - Pionierlehr- und Versuchsregiment 87 (H)
    - Pionierlehrbataillon 220 (H)
    - Pionierbataillon 210 (H)
    - Panzerpionierlehrkompanie 560 (H)

  - Kronprinz-Rupprecht-Kaserne (aufgegeben 1992)
    - Jägerregiment 53 (H)
    - Panzergrenadierbataillon 223 (H)
    - 3./Panzergrenadierbataillon 221 (H)

  - Luitpoldkaserne (aufgegeben 2005) 48° 9′ 37″ N, 11° 33′ 8″ O
    - Führungsunterstützungsregiment 60 (H)
    - Bundeswehrfachschule München (WV)
    - Bundeswehrfachschulkompanie München (WV)
    - Freiwilligenannahmestelle Süd (WV)
    - Verkehrskommandantur 760 (H)

  - Prinz-Eugen-Kaserne (München) (aufgegeben 2009)
    - Pionierschule und Fachschule des Heeres für Bautechnik (H)

  - Stetten-Kaserne (aufgegeben 2007) 48° 9′ 44″ N, 11° 33′ 19″ O
    - Verteidigungsbezirkskommando 65 (SKB)
    - Heimatschutzregiment 86 „Altbayern“ (H)
    - Sanitätsregiment 76 (H)
    - Pionierschule und Fachschule des Heeres für Bautechnik Lehrgruppe B (H)
    - Pionierschule und Fachschule des Heeres für Bautechnik Lehrgruppe C (H)
    - Instandsetzungskompanie 761 (GE) (H)
    - Nachschubkompanie 761 (GE) (H)
    - Stab/Stabskompanie Heimatschutzregiment 86 (GE) (H)
    - Mörserkompanie 860 (GE) (H)
    - Versorgungskompanie 860 (GE) (H)

  - Waldmann-Kaserne (aufgegeben 2001) 48° 9′ 53″ N, 11° 33′ 35″ O
    - Wehrbereichskommando VI/1. Gebirgsdivision (H)
    - Fernmeldekompanie 765 (GE) (H)
    - Instandsetzungs-Lenk Gruppe 765

  - Flughafen Riem
    - Amt für Flugsicherung der Bundeswehr – Außenstelle München (L)

  - Liegenschaft Cincinnatistraße 64 (aufgegeben 1994)
    - Bundeswehrkrankenhaus München

  - Liegenschaft Schleißheimer Straße 393 (Virginia-Depot) (aufgegeben 2000)
    - Wehrbereichsbekleidungsamt VI (WV)
    - Wehrbereichsverpflegungsamt VI Außenstelle München (WV)

  - Liegenschaft Schleißheimer Straße 418 (MobStPkt Alabama-Depot) (aufgegeben 2002)
    - Zentrales Institut des Sanitätsdienstes der Bundeswehr München
    - Gerätelager Wehrbereichsverwaltung VI München (SKB)

  - Liegenschaft Seidlstraße 7
    - Verteidigungskreiskommando 651 (H)

- Murnau am Staffelsee
  - Kemmel-Kaserne (aufgegeben 2005)
    - Gebirgsstabsfernmeldelehrbataillon 8 (H)

- Münsingen – (A)
  - Herzog-Albrecht-Kaserne (aufgegeben 2005)
    - Panzerartilleriebataillon 285 (H)
    - 6./Fernmeldebataillon 210 (H)
    - weitere Dienststellen

  - Altes Lager Münsingen (aufgegeben 2005)
    - Truppenübungsplatz Münsingen

- Münster
  - Liegenschaft Nieberdingstraße 18 (aufgegeben 2012)
    - Kreiswehrersatzamt Münster (WV)

  - Von-Einem-Kaserne (aufgegeben 2007)
    - Artilleriekommando 1 (H)
    - Fernmeldekommando 1 (H)
    - Flugabwehrkommando 1 (H)
    - Wehrbereichsmusikkorps II (H)

  - Liegenschaft Warendorfer Straße 263 „Funkstelle“
    - Fernmeldesektor 112 (L)

  - Mobilmachungsstützpunkt Steinfurter Straße
    - Feldjägerbataillon 733 (Geräteeinheit)
    - Feldausbildungsbataillon 843 (Geräteeinheit)
    - Feldausbildungsbataillon 844 (Geräteeinheit)
    - Frontnachrichtenkompanie 100 (Geräteeinheit)

## N
- Nagold – (A)
  - Eisberg-Kaserne (aufgegeben 1996)
    - Fallschirmjägerbataillon 252 (H)
    - Fallschirmjägerbataillon 253 (H)
    - weitere Dienststellen

- Naila – (A)
  - Frankenwald-Kaserne (aufgegeben 1992)
    - 16./Fernmelderegiment 32 (L)

- Naunhof – (A)
  - Gneisenau-Kaserne (aufgegeben 2005)
    - Instandsetzungsbataillon 132 (GerEinh) (H)

- Neubrandenburg
  - Kaserne Fünfeichen (aufgegeben 2016)
    - Fernmeldebataillon 801 (H)
    - Zivilberufliche Aus- und Weiterbildung Betreuungsstelle (H)

  - Liegenschaft Weg am Hang 31 (aufgegeben 2014)
    - Kreiswehrersatzamt Schwerin – Musterungszentrum Neubrandenburg (WV)

- Neuburg an der Donau
  - Lassigny-Kaserne 48° 44′ 2″ N, 11° 10′ 26″ O
    - Jägerausbildungszentrum 56/3 (H)
    - Jägerbataillon 861 (GerEinh) (H)

- Neuhardenberg – (A)
  - Fliegerhorst Neuhardenberg (aufgegeben 1993)
    - Lufttransportgeschwader 65 (L)

- Neuhausen ob Eck – (A)
  - Ludwig-Erhard-Kaserne / Heeresflugplatz Neuhausen (aufgegeben 1994)
    - Heeresflugplatzkommandantur 203 (H)
    - Heeresfliegerregiment 20 (H)
    - Heeresfliegerstaffel 10 (H)
    - weitere Dienststellen

- Neumünster – (A)
  - Liegenschaft Memellandstraße 15 (aufgegeben 2006)
    - Standortverwaltung Neumünster (WV)

  - Hindenburg-Kaserne (aufgegeben 2003) 54° 4′ 55″ N, 9° 58′ 0″ O
    - 6. Panzergrenadierdivision (H)
    - Panzerbrigade 18 „Holstein“ (H)
    - Fernmeldebataillon 6 (H)
    - Fernmeldekompanie 6 (H)
    - Fernmeldeausbildungskompanie 1/6 (H)
    - 4./Feldjägerbataillon 610 (H)

  - Scholtz-Kaserne (aufgegeben 1997) 54° 3′ 47″ N, 10° 0′ 11″ O
    - Nachschubbataillon 6 (H)
    - Panzerbataillon 184 (H)
    - Sanitätszentrum 107

  - Sick-Kaserne (aufgegeben 1994) 54° 4′ 31″ N, 9° 58′ 21″ O
    - Panzerbataillon 181 (H)
    - Bundeswehrfachschulkompanie Neumünster

  - Mobilmachungsstützpunkt Frankenstraße 54° 3′ 45″ N, 9° 59′ 55″ O
    - Feldersatzbataillon 65 (Geräteeinheit) (H) (ab 1988)

  - Mobilmachungsstützpunkt Stover 54° 5′ 48″ N, 9° 59′ 4″ O
    - Feldersatzbataillon 61 (Geräteeinheit)
    - Feldersatzbataillon 62 (Geräteeinheit)
    - Feldersatzbataillon 65 (Geräteeinheit)
    - Frontnachrichtenkompanie 600 (Geräteeinheit)
    - Frontnachrichtenzug 6 (Geräteeinheit)
    - Heimatschutzregiment 71 „Dithmarschen“ (Geräteeinheit)
    - Instandsetzungstrupp Mobilmachungsstützpunkt 601/3
    - Sicherungsbataillon 68 (Geräteeinheit)
    - Versorgungskompanie 710 (Geräteeinheit)
    - Mörserkompanie 710 (Geräteeinheit)

- Neunburg vorm Wald – (A)
  - Pfalzgraf-Johann-Kaserne (aufgegeben 2007) 49° 20′ 45″ N, 12° 21′ 13″ O
    - Panzerartilleriebataillon 115 (H)
    - Panzerbataillon 114 (H)
    - Sanitätszentrum Neunburg vorm Wald (ZSan)
    - Zivilberufliche Aus- und Weiterbildung Betreuungsstelle (H)
    - Teile Standortverwaltung Regensburg (WV)
    - weitere Dienststellen

- Neuruppin – (A)
  - Liegenschaft Eisenbahnstraße 23 (aufgegeben 2009)
    - Kreiswehrersatzamt Neuruppin (WV)

- Neustadt-Glewe – (A)
  - Liegenschaft Am Neustädter See (aufgegeben 2004)
    - Facharztzentrum Neustadt-Glewe (ZSan)

- Neustadt (Hessen) – (A)
  - Ernst-Moritz-Arndt-Kaserne (aufgegeben 2015)
    - Panzerbrigade 14 (H)
    - 5./Logistikbataillon 51 (H)
    - 6./Artillerieaufklärungsbataillon 131 (H)
    - 4./Feldjägerbataillon 251 (SKB)
    - Teile Bundeswehr-Dienstleistungszentrum Homberg (Efze) (WV)
    - weitere Dienststellen

- Neustadt in Holstein, Ortsteil Pelzerhaken
  - Fernmeldeaufklärungsturm M Pelzerhaken (aufgegeben 1991)
    - Marinefernmeldesektor 73 (M)

- Neuwied – (A)
  - General-Henke-Kaserne (aufgegeben 2000)
    - Taucherausbildungszentrum 912 (H)
    - Flusspionierkompanie 800 (H)
    - Flusspionierkompanie 850 (H)

  - Liegenschaft Bahnhofstraße 70 (aufgegeben 1994)
    - Kreiswehrersatzamt Neuwied (WV)

- Nieby – (A)
  - Kaserne Sandkoppel (aufgegeben 1995)
    - Marinefernmeldegruppe (mot) 31 (M)

- Nienburg/Weser
  - Liegenschaft Berliner Ring 98 (aufgegeben 2006)
    - Kreiswehrersatzamt Nienburg (WV)

- Nordkirchen – (A)
  - Liegenschaft Berger 26 (aufgegeben 1997)
    - Grundnetzschalt- und Vermittlungsstelle der Bundeswehr (GSVBw)32 51° 43′ 47,6″ N, 7° 30′ 30,8″ O

- Northeim – (A)
  - Scharnhorst-Kaserne (aufgegeben 1993)
    - Jägerbataillon 521 (H)
    - Ausbildungskompanie Stabsdienst/Militärkraftfahrdienst 2/1 (H)
    - Fernmeldeausbildungskompanie 3/I (H)

- Nürnberg
  - Infanterie-Kaserne (Wallenstein-Kaserne) (aufgegeben 1994)
    - Transportbataillon 270 (H)
    - Verteidigungskreiskommando 632
    - 2./Feldjägerbataillon 760 (H)
    - Sanitätszentrum 613
    - Nachschubausbildungskompanie 19/2

- Nuthe-Urstromtal, OT Hennickendorf – (A)
  - Wilhelm-Leuschner-Kaserne (aufgegeben 2007)
    - 6./Instandsetzungsbataillon 410 (H)
    - 7./Instandsetzungsbataillon 410 (H)

## O
- Oberhausen bei Neuburg/Donau – (A)
  - Tilly-Kaserne (aufgegeben 1994) 48° 43′ 32″ N, 11° 8′ 49″ O
    - Heimatschutzkommando 18 (H)
    - Heimatschutzbrigade 56 (H)
    - Panzergrenadierbataillon 281 (H)
    - Versorgungsbataillon 286 (H)
    - Jägerbataillon 541 (H)
    - Panzergrenadierbataillon 562 (H)
    - Instandsetzungskompanie 560 (H)
    - Panzerjägerkompanie 560 (H)

- Oberschleißheim zu StO München – (A)
  - Sonderlandeplatz Oberschleißheim (aufgegeben 1981) 48° 14′ 22″ N, 11° 33′ 41″ O
    - Heeresflugplatzkommandantur 204 (H)
    - Gebirgsheeresfliegerstaffel 8 (H)

- Oberwildflecken - (A)
  - Rhön-Kaserne (aufgegeben 1994 und verlegt nach Wildflecken) 50° 22′ 45″ N, 9° 56′ 51″ O
    - Panzerartilleriebataillon 355 (H)

- Obertshausen – (A)
  - Gerätehauptdepot Obertshausen (H) (aufgegeben 2004) 50° 3′ 41″ N, 8° 49′ 50″ O

- Ochtrup
  - Liegenschaft Oster 201 (aufgegeben 2008)
    - Munitionsdepot Ochtrup (SKB) 52° 15′ 38″ N, 7° 12′ 34″ O

- Offenburg – (A)
  - Liegenschaft Straßburger Straße 14 (aufgegeben 1997) 48° 28′ 43″ N, 7° 56′ 31″ O
    - Kreiswehrersatzamt Offenburg (WV)

- Ohrdruf – (A)
  - Liegenschaft Halbmondsweg 98 (aufgegeben 2014) 50° 50′ 13″ N, 10° 44′ 25″ O
    - Truppenübungsplatz Ohrdruf (SKB)

- Oldenburg in Oldenburg
  - Clausewitz-Kaserne (aufgegeben 1994) 53° 9′ 47″ N, 8° 14′ 44″ O
    - 11. Panzergrenadierdivision (H)
    - 4./Feldjägerbataillon 720 (H)

  - Fliegerhorst Oldenburg (aufgegeben 2006) 53° 10′ 29″ N, 8° 11′ 8″ O
    - Jagdbombergeschwader 43 (1964–1993) (L)
    - Luftwaffenwerft 61 (1981–1993) (L)
    - Flugabwehrraketenregiment 14 (1968–1991) (L)
    - 3./Flugabwehrraketenbataillon 24 (1968–1991) (L)
    - Flugabwehrraketengruppe 24 (1993–2006) (L)
    - weitere Dienststellen

  - Donnerschwee-Kaserne (aufgegeben 2006) 53° 9′ 20″ N, 8° 14′ 5″ O
    - Artillerieregiment 11 (H)
    - Flugabwehrraketengeschwader 3 „Oldenburg“ (L)
    - Luftwaffenversorgungsregiment 6 (1968–1991) (L)
    - Luftwaffenkrankenwagenstaffel 6 (1966–1993) (L)
    - Luftwaffenkraftfahrzeugtransportstaffel 61 (1981–1993) (L)
    - 3./Fernmelderegiment 11 (1969–1990) (L)
    - Fernmeldesektor 111 (L)
    - weitere Dienststellen

- Olfen – (A)
  - Liegenschaft Hullerner Straße 40 (aufgegeben 2006) 51° 43′ 5″ N, 7° 18′ 41″ O
    - Munitionsdepot Olfen (SKB)

- Oranienburg, OT Lehnitz – (A)
  - Märkische Kaserne (aufgegeben 2006) 52° 44′ 17″ N, 13° 16′ 18″ O
    - Panzerartilleriebataillon 425 (H)
    - Panzerpionierkompanie 420 (H)
    - Kraftfahrtausbildungszentrum Lehnitz (SKB)
    - Teile Standortverwaltung Berlin (WV)
    - Teile Leitsanitätszentrum 310 Berlin (ZSan)

- Osnabrück – (A)
  - General-Martini-Kaserne (aufgegeben 1994[8]) 52° 15′ 27″ N, 8° 3′ 6″ O
    - Fernmeldesektor 115 (L)
    - I./Fernmelderegiment 11 (L)
    - Fernmeldebereich 71 (L)
    - weitere Dienststellen

  - Von-Stein-Kaserne (aufgegeben 1994) 52° 17′ 3″ N, 8° 1′ 12″ O
    - Verteidigungskreiskommando 245 (H)
    - SanAusbZentr 3/3 (WHNS) (H)

  - Liegenschaft Meller-Straße 270 (aufgegeben 1997) 52° 15′ 24″ N, 8° 4′ 52″ O
    - Kreiswehrersatzamt Osnabrück (WV)

  - Liegenschaft Hauswörmannsweg 86 (aufgegeben 1995) 52° 15′ 10″ N, 8° 2′ 50″ O
    - Standortverwaltung Osnabrück (WV)

  - Liegenschaft Sedanstraße 115 (aufgegeben 1993) 52° 17′ 26″ N, 8° 0′ 17″ O
    - Bundeswehrkrankenhaus Osnabrück

- Osterode am Harz – (A)
  - Generalfeldmarschall-Rommel-Kaserne (aufgegeben 2004) 51° 43′ 8″ N, 10° 15′ 5″ O
    - Panzergrenadierbataillon 12 (H)
    - 2./Panzergrenadierbataillon 11 (H)
    - Fernmeldesektor C Fernmelderegiment 72 (L)

## P
- Parchim – (A)
  - Liegenschaft Parchimer Weg (aufgegeben 1992)
    - Radarführungsabteilung 31 (L)

- Pasewalk – (A)
  - Liegenschaft Torgelower Chaussee 10 (aufgegeben 1999)
    - Standortverwaltung Pasewalk (WV)

- Passau – (A)
  - Ritter-von-Scheuring-Kaserne (aufgegeben 1993)
    - Pionierbataillon 240 (H)
    - Luftlandepionierkompanie 250 (H)

- Peenemünde – (A)
  - Marinestützpunkt Peenemünde (aufgegeben 1996)
    - Marinestützpunktkommando Peenemünde (M)

- Perleberg – (A)
  - Stadtkaserne (aufgegeben 1997)
    - Sanitätsbataillon 410 (H)

- Pfofeld – (A)
  - Betriebsstoffdepot Langlau (SKB) (aufgegeben 2007) 49° 7′ 19″ N, 10° 52′ 41″ O

- Pforzheim
  - Wartberg-Kaserne (aufgegeben 1994)
    - Verteidigungskreiskommando 523 (H)

- Philippsburg – (A)
  - Salm-Kaserne (aufgegeben 1997)
    - Raketenartilleriebataillon 122 (H)
    - Fernmeldebataillon 890 CENTAG (H)
    - Luftlandeartilleriebatterie 9 (GerEinh) (H)
    - Unterstützungskommando 9 (WHNS) (H)
    - weitere Dienststellen

- Pinneberg – (A)
  - Eggerstedt-Kaserne (aufgegeben 2003) 53° 38′ 38″ N, 9° 47′ 34″ O
    - I./Luftwaffenausbildungsregiment 1 (L)
    - Unteroffizierschule der Luftwaffe Lehrgruppe C (L)

- Plön
  - Fünf-Seen-Kaserne (aufgegeben 1997) 54° 8′ 56″ N, 10° 27′ 45″ O
    - Pionierbataillon 6 (H)
    - Amphibische Pionierkompanie 600 (H)
    - Pionierspezialsperrkompanie 600 (H)
    - Panzerpionierkompanie 510 (H)

- Potsdam
  - Liegenschaft Berliner Straße 27 (aufgegeben 2008)
    - Kreiswehrersatzamt Potsdam (WV)

  - Kaserne Eiche II
    - 2./Instandsetzungsbataillon 410 (H)
    - Teile 3./Instandsetzungsbataillon 410 (H)

- Preschen, Neiße-Malxetal – (A)
  - Flugplatz Preschen (aufgegeben 1994)
    - Jagdgeschwader 73 (L)

- Preußisch Oldendorf – (A)
  - Korpsdepot 155 Preußisch Oldendorf (H) (aufgegeben 1994)[9]

## R
- Ravensburg – (A)
  - Liegenschaft Schützenstraße 31 (aufgegeben 2014)
    - Kreiswehrersatzamt Ravensburg (WV)

- Recklinghausen – (A)
  - Liegenschaft Elper Weg 16–18[1] (aufgegeben 2014)
    - Kreiswehrersatzamt Recklinghausen (WV)[1]
    - Wehrdienstberater Zentrum für Nachwuchsgewinnung West Recklinghausen (WV)[1]
    - weitere Dienststellen

- Regensburg – (A)
  - Pionierkaserne (aufgegeben 2010)
    - Division Spezielle Operationen (H)
    - Luftlandefernmeldekompanie 100 (H)
    - 4. Panzergrenadierdivision (H)

  - Prinz-Leopold-Kaserne (aufgegeben 2009) – 49° 0′ 19″ N, 12° 7′ 34″ O
    - Artillerieregiment 4 (H)
    - Nachschubbataillon 4 (H)
    - Instandsetzungsbataillon 4 (ta) (H)
    - 2./Logistikbataillon 4 (H)
    - Logistikzentrum der Bundeswehr – Logistische Steuerstelle 5 (SKB)
    - Kraftfahrausbildungszentrum Regensburg 1 (SKB)
    - Fernmeldesektor 602

  - Nibelungenkaserne (aufgegeben 2005) 49° 0′ 3″ N, 12° 6′ 23″ O
    - Fernmeldebataillon 4 (H)
    - Flugabwehrregiment 4 (H)
    - Feldartilleriebataillon 41 (H)
    - 4./Feldjägerbataillon 760 (H)
    - Sanitätszentrum Regensburg (ZSan)

  - Bajuwarenkaserne (aufgegeben 2005) 48° 59′ 56″ N, 12° 7′ 29″ O
    - Sanitätsbataillon 4 (ta) (H)
    - Verteidigungsbezirkskommando 62 (SKB)
    - Fachausbildungskompanie Regensburg (SKB)
    - weitere Dienststellen

  - Rafflerkaserne (aufgegeben 1999) 49° 0′ 4″ N, 12° 7′ 29″ O
    - Fernmeldebataillon 4 (H)
    - weitere Dienststellen

  - Liegenschaft Am Dreifaltigkeitsberg 9 (aufgegeben 2007) 49° 1′ 52″ N, 12° 5′ 34,4″ O
    - Heeresmusikkorps 4 (H)

- Rehden
  - Liegenschaft Dickler Straße 42 (aufgegeben 1995)
    - Luftwaffenmunitionsdepot 61 (L)

- Reichshof – (A)
  - Liegenschaft Mohrenbacher Straße 18 (aufgegeben 2004)
    - Luftwaffenmunitionsdepot 81 (L)

- Rendsburg – (A)
  - Eider-Kaserne (aufgegeben 2007) 54° 18′ 1″ N, 9° 39′ 32″ O
    - Hauptquartier der Alliierten Landstreitkräfte Schleswig-Holstein und Jütland (LANDJUT) (H)
    - Fernmeldebataillon 610 (H)

  - Feldwebel-Schmid-Kaserne (aufgegeben 2010) 54° 19′ 3″ N, 9° 38′ 6″ O
    - Heeresflugabwehrschule (H)
    - Flugabwehrlehrbataillon 610 (H)
    - 3./Instandsetzungsbataillon 6 (H)
    - weitere Dienststellen

- Rheinböllen – (A)
  - Munitionshauptdepot Rheinböllen (SKB) (aufgegeben 2010) 49° 59′ 17,5″ N, 7° 40′ 17,9″ O

- Rheine
  - Kaserne Gellendorf (aufgegeben 2006)
    - Logistikregiment 11 (H)
    - Nachschubbataillon 110 (H)
    - Instandsetzungsbataillon 120 (H)
    - 3./Instandsetzungsbataillon 110 (H)

  - General-Wever-Kaserne (aufgegeben 2007)
    - Jagdgeschwader 72 „Westfalen“ (L)

  - Damloup-Kaserne (aufgegeben 2014)
    - 6./Transportbataillon 170 (H)
    - Evangelisches Militärpfarramt Rheine (MS)
    - Katholisches Militärpfarramt Rheine (MS)

- Rostock
  - Liegenschaft Kopernikusstraße 1 (aufgegeben 2009)
    - Kreiswehrersatzamt Rostock (WV)

- Rotenburg an der Fulda – (A)
  - Alheimer-Kaserne (aufgegeben 2016)
    - Führungsunterstützungsbataillon 286 (SKB)
    - 4./Feldjägerbataillon 251 (SKB)
    - 6./Feldjägerbataillon 251 (SKB)
    - 18./Fernmelderegiment 32 (L)
    - Jägerbataillon 56 (H)
    - Panzergrenadierbataillon 52 (H)
    - Sanitätsstaffel Rotenburg (ZSan)
    - weitere Dienststellen

- Rottenburg an der Laaber – (A)
  - Generaloberst-Weise-Kaserne (aufgegeben 2004)
    - Flugabwehrraketengruppe 34 (L)

## S
- Saarbrücken – (A)
  - Liegenschaft Großherzog-Friedrich-Straße 11 (aufgegeben 2007)
    - Verteidigungsbezirkskommando 46 (SKB)

  - Liegenschaft Blumenstraße 3 (aufgegeben 19??)
    - Kreiswehrersatzamt Saarbrücken (WV)

  - Liegenschaft Am Hauptbahnhof 6 (aufgegeben 1996)
    - Kreiswehrersatzamt Saarbrücken (WV)

- Sankt Augustin
  - Liegenschaft Alte Heerstraße (aufgegeben 2015)
    - Streitkräfteamt Abteilung I/Informations- und Medienzentrale (SKB)

- Sankt Ingbert – (A)
  - MobStützpunkt Alte Bahnhofstraße 15
    - Sanitätsregiment 740 (GerEinh) (H)

- Sankt Wendel – (A)
  - Liegenschaft Werkstraße 16 (aufgegeben 2005)
    - Systeminstandsetzungszentrum 860 (SKB)

  - Liegenschaft Urweiler Straße 4
    - Kreiswehrersatzamt Sankt Wendel (WV)

- Scheyern – (A)
  - Schyren-Kaserne (aufgegeben 1993)
    - 3./Flugabwehrraketenbataillon 34 (L)

- Schierling – (A)
  - Munitionshauptdepot Schierling (SKB) (aufgegeben 2010)

- Schleswig – (A)
  - Liegenschaft Moltkestraße 38 (aufgegeben 2014)
    - Kreiswehrersatzamt Schleswig (WV)

  - Kaserne Auf der Freiheit (aufgegeben 2004) 54° 30′ 55″ N, 9° 35′ 14″ O
    - Pionierbataillon 620 (H)
    - III./Fernmelderegiment 34 (L)
    - Instandsetzungskompanie 510 (H)
    - Nachschubkompanie 510 (H)
    - Kraftfahrausbildungszentrum Schleswig (SKB)
    - Verteidigungsbezirkskommando 11 (SKB)
    - Standortsanitätszentrum Schleswig (ZSan)

- Schlieben – (A)
  - Betriebsstoffdepot Schlieben (SKB) (aufgegeben 2004)

- Schneeberg (Erzgebirge) – (A)
  - Jägerkaserne (aufgegeben 2008)
    - Gebirgsjägerbataillon 571 (H)
    - Versorgungskompanie 370 (H)
    - Sanitätszentrum Schneeberg (ZSan)
    - weitere Dienststellen

- Schöneck/Kilianstädten – (A)
  - Nidder-Kaserne (aufgegeben 2004)
    - Flugabwehrraketenbataillon 23 (L)
    - Flugabwehrraketengruppe 42 (L)

- Schorndorf – (A)
  - Bundeswehrdepot Oberberken (H) (aufgegeben 1999)

- Schwäbisch Gmünd – (A)
  - Liegenschaft Bismarckstraße 22 (aufgegeben 2014)
    - Kreiswehrersatzamt Schwäbisch Gmünd (WV)

- Schwalmstadt-Treysa – (A)
  - Harthberg-Kaserne (aufgegeben 2006)
    - Panzerartilleriebataillon 21 (H)
    - Raketenartilleriebataillon 22 (H)
    - Nachschubregiment 5 (H)
    - Nachschubbataillon 51 (H)
    - Feldjägerausbildungskompanie 700 (SKB)
    - weitere Dienststellen

- Schwanewede – (A)
  - Liegenschaft An der Kaserne 42 (aufgegeben 2015)
    - Bundeswehr-Dienstleistungszentrum Schwanewede (IUD)

  - Lützow-Kaserne (aufgegeben 2015)
    - Stab Panzergrenadierbrigade 32 (H)
    - Panzerbataillon 324 (H)
    - Panzergrenadierbataillon 322 (H)
    - Panzergrenadierbataillon 323 (H)
    - Panzerjägerkompanie 320 (H)
    - Logistikschule der Bundeswehr IV. Inspektion (SKB)
    - Kraftfahrausbildungszentrum Schwanewede (SKB)
    - Kommando Schnelle Einsatzkräfte Sanitätsdienst Kommandobereich Follow-On-Forces (ZSan)
    - Sanitätsstaffel Schwanewede (ZSan)
    - weitere Dienststellen

  - Weser-Geest-Kaserne (aufgegeben 2006)
    - Panzerartillerielehrbataillon 325 (H)

- Schwerin
  - Liegenschaft Schloßgartenallee 66
    - Kreiswehrersatzamt Schwerin (WV)

  - Liegenschaft Walther-Rathenau-Straße 2 (aufgegeben 2007)
    - Standortverwaltung Schwerin (WV)

  - Blücher-Kaserne (aufgegeben 2007)
    - Stab Panzergrenadierbrigade 40 „Mecklenburg“ (H)
    - Panzerbataillon 403 (H)
    - Panzerjägerkompanie 400 (H)
    - weitere Dienststellen

- Schwesing – (A)
  - Fliegerhorst Husum (aufgegeben 1993)
    - Jagdbombergeschwader 41 (L)

- Seeth – (A)
  - Stapelholmer Kaserne (aufgegeben 2015) 54° 21′ 42″ N, 9° 11′ 15″ O
    - Nachschubbataillon 610 (H)
    - Lazarettregiment 11 (ZSan)
    - Kraftfahrausbildungszentrum Seeth (SKB)
    - Sanitätsstaffel Seeth (ZSan)

- Selm – (A)
  - Liegenschaft Auf der Koppel (aufgegeben 2008)
    - Materialdepot Mechernich – Materiallager Bork (SKB)

- Siegelsbach – (A)
  - Liegenschaft Wagenbacher Straße (aufgegeben 2010)
    - Gerätehauptdepot Siegelsbach (H)

- Siegen – (A)
  - Liegenschaft Tiergartenstraße 58 (aufgegeben 2014)
    - Kreiswehrersatzamt Siegen (WV)

  - Liegenschaft Walter-Flex-Straße 3 (aufgegeben 1994)
    - Bundeswehrverwaltungsschule II (WV)

- Sigmaringen – (A)
  - Graf-Stauffenberg-Kaserne (aufgegeben 2015)
    - Stab 10. Panzerdivision (H)
    - Führungsunterstützungsbataillon 291 (SKB)
    - Fernmeldekompanie Eurokorps (H)
    - Rekrutenkompanie 8 (H)
    - 5./Artilleriebataillon 295 (H)
    - 2./Feldjägerbataillon 452 (SKB)
    - Versorgungs- und Instandsetzungszentrum Sanitätsmaterial (ZSan)
    - Fachsanitätszentrum Sigmaringen (ZSan)
    - weitere Dienststellen

  - Nonnenhof-Kaserne (Mobilmachungsstützpunkt Laiz)
    - 7./Krankentransportbataillon 230 (H)
    - Sanitätsbataillon 220 (GerEinh) (H)

- Sobernheim – (A)
  - Fliegerhorst Pferdsfeld (aufgegeben 1994)
    - Jagdbombergeschwader 35 (L)

  - Dörndich-Kaserne (aufgegeben 1994)
    - Teile Jagdbombergeschwader 35 (L)

- Soest – (A)
  - Herzog-Johann-von-Cleve-Kaserne (aufgegeben 1989)
    - Flugabwehrraketenregiment 13 (L)

- Sögel – (A)
  - Mühlenberg-Kaserne (aufgegeben 1997)
    - Luftwaffenbetriebsstoffdepot 61 (L)

- Solingen – (A)
  - Liegenschaft Schwertstraße 20 (aufgegeben 2006)
    - Kreiswehrersatzamt Solingen (WV)

- Sontra – (A)
  - Husaren-Kaserne (aufgegeben 2008) 51° 2′ 51″ N, 9° 57′ 30″ O
    - Panzeraufklärungsbataillon 5 (H)
    - Panzeraufklärungskompanie 140 (H)
    - Panzeraufklärungskompanie 210 (H)
    - Panzerjägerkompanie 130 (H)
    - weitere Dienststellen

- Speyer – (A)
  - Kurpfalz-Kaserne (aufgegeben 2016)
    - Spezialpionierbataillon 464 (ZMZ) (SKB)
    - Sanitätsversorgungszentrum Speyer (ZSan)
    - weitere Dienststellen

- Sprötau – (A)
  - Kaserne Sprötau (aufgegeben 1994)
    - Radarführungsabteilung 32 (L)
    - Radarführungskompanie 321 (L)

- Stade – (A)
  - Liegenschaft Albert-Schweitzer-Straße 16 (aufgegeben 2014)
    - Kreiswehrersatzamt Stade (WV)

  - Von-Goeben-Kaserne (aufgegeben 1994) 53° 34′ 27″ N, 9° 29′ 45″ O
    - Artillerieregiment 3 (H)
    - Beobachtungsbataillon 33 (H)
    - Pionierbataillon 3 (H)
    - Nachschubbataillon 3 (H)
    - Nachschubausbildungskompanie 7/3 (H)
    - Nachschubkompanie 70 (H)
    - Instandsetzungskompanie 70 (H)
    - Panzerpionierkompanie 70 (H)
    - 4./ InstBtl 3 (H)

- Stadland – (A)
  - Stadland-Kaserne
    - 2./Flugabwehrraketenbataillon 26 (L)

- Stadtoldendorf – (A)
  - Yorck-Kaserne (aufgegeben 2004)
    - Panzerartilleriebataillon 15 (H)
    - Panzerartilleriebataillon 25 (na) (H)
    - 2./Instandsetzungsbataillon 1 (H)

- Stavenhagen, OT Basepohl – (A)
  - Kaserne Mecklenburgische Schweiz (aufgegeben 2016)
    - Logistikbataillon 142 (H)
    - weitere Dienststellen

  - Lützow-Kaserne
    - Heeresfliegerstaffel 80 (H)

- Steinheim am Albuch – (A)
  - Munitionsdepot Steinheim (H)

- Stendal – (A)
  - Liegenschaft Gardelegener Straße 120e (aufgegeben 2009)
    - Kreiswehrersatzamt Stendal (WV)

- Stralsund – (A)
  - Liegenschaft Dänholm 1 (aufgegeben 1995)
    - Kreiswehrersatzamt Stralsund (WV)

- Strande-Altbülk – (A) 54° 27′ 41″ N, 10° 9′ 30″ O
  - Liegenschaft Stohler Landstraße 31 (aufgegeben 1998)
    - 2./Marinetransportbataillon 1 (M)

- Süderbrarup – (A)
  - Thorsberg-Kaserne (aufgegeben 1994) 54° 38′ 19″ N, 9° 45′ 39″ O
    - 1./Flugabwehrraketenbataillon 39 (L)
    - 4./Flugabwehrraketenbataillon 39 (L)

- Suhl – (A)
  - Liegenschaft Zellaer Straße 152a (aufgegeben 2014)
    - Kreiswehrersatzamt Erfurt – Musterungszentrum Suhl (WV)

- Swisttal – (A)
  - Grosses Cent 10
    - Außenstelle Wehrwissenschaftliches Institut für Werk- und Betriebsstoffe (aufgegeben 2009)

- Sylt-Hörnum – (A)
  - Pidder-Lüng-Kaserne (aufgegeben 1992)
    - Sanitätsausbildungszentrum 600 (H)

- Sylt-Westerland – (A)
  - Fliegerhorst Westerland (aufgegeben 2005)
    - Marinefliegergeschwader 5 Außenstelle Sylt (M)
    - Marinefliegerlehrgruppe (M)

  - Liegenschaft Bahnweg 20 (aufgegeben 2005)
    - Standortverwaltung Westerland (WV)

## T
- Tarp – (A)
  - Friedrich-Wilhelm-Lübke-Kaserne (aufgegeben 2005)
    - Marinefliegergeschwader 2 (M)

- Tauberbischofsheim – (A)
  - Kurmainz-Kaserne (aufgegeben 2008)
    - Logistikbrigade 200 (H)
    - Artillerieaufklärungsbataillon 121 (H)
    - 3./Artillerieaufklärungsbataillon 83 (H)
    - Kraftfahrausbildungszentrum Tauberbischofsheim (SKB)
    - Sportfördergruppe der Bundeswehr Tauberbischofsheim (SKB)
    - Sanitätsstaffel Tauberbischofsheim (ZSan)
    - weitere Dienststellen

  - Liegenschaft Albert-Schweitzer-Straße 16
    - Standortverwaltung Tauberbischofsheim (WV)

- Traben-Trarbach – (A)
  - Wildstein-Kaserne (aufgegeben 2006)
    - Teile Amt für Geoinformationswesen der Bundeswehr (SKB)

  - Kaserne Mont Royal (aufgegeben 2012)
    - Amt für Geoinformationswesen der Bundeswehr (SKB)

- Traunstein – (A)
  - Prinz-Eugen-Kaserne (aufgegeben 1997) 47° 52′ 50″ N, 12° 38′ 4″ O
    - Gebirgsflugabwehrregiment 8 (H)
    - 2./Fernmeldebataillon 220 / Fernmeldeaufklärungsgruppe P (H)

  - Liegenschaft Vonfichstraße 5 (aufgegeben 2014)
    - Kreiswehrersatzamt Traunstein (WV)

- Trier
  - General-von-Seidel-Kaserne (aufgegeben 2014)
    - Fernmeldebereich 92 (SKB)
    - Zentrum Elektronischer Kampf Fliegende Waffensysteme (L)

  - Jägerkaserne (aufgegeben 2014)
    - Heimatschutzbrigade 54 (H)
    - Heimatschutzbataillon 42 (na) (H)
    - Verteidigungsbezirkskommando 42 (SKB)
    - Kreiswehrersatzamt Koblenz – Musterungszentrum Trier (WV)

- Tübingen – (A)
  - Liegenschaft Schaffhausenstraße 113 (aufgegeben 1998)
    - Kreiswehrersatzamt Tübingen (WV)

## U
- Ulm
  - Hindenburg-Kaserne (aufgegeben 2015)
    - Lazarettregiment 41 (ZSan)
    - weitere Dienststellen

  - Kienlesberg-Kaserne (aufgegeben 2005)
    - II. (Deutsch-Amerikanisches) Korps (H)

  - Boelcke-Kaserne (aufgegeben 1993)
    - Flugabwehrkommando 2 (H)
    - IV./Luftwaffenausbildungsregiment 4 (L)

- Ulmen (Eifel)
  - Eifel-Maar-Kaserne (aufgegeben 1996)
    - III./Luftwaffenausbildungsregiment 2 (L)
    - weitere Dienststellen

- Unna
  - Hellweg-Kaserne (aufgegeben 1994)
    - 7. Panzerdivision (H)
    - Nachschubkompanie 200 (H)

  - Liegenschaft Südring 31 (aufgegeben 1995)
    - Kreiswehrersatzamt Unna (WV)

## V
- Varel – (A)
  - Friesland-Kaserne (aufgegeben 2007)
    - Panzergrenadierbataillon 311 (H)
    - Panzergrenadierbataillon 313 (H)
    - Fallschirmjägerbataillon 313 (H)
    - Sanitätsstaffel Varel (ZSan)
    - weitere Dienststellen

- Visselhövede
  - Kaserne Lehnsheide (aufgegeben 2015)
    - Führungsunterstützungsbataillon 285 (SKB)
    - weitere Dienststellen

## W
- Wagenfeld – (A)
  - Auburg-Kaserne (aufgegeben 2002)
    - 3./Flugabwehrraketenbataillon 25 (L) 52° 31′ 53″ N, 8° 33′ 59″ O

- Waldbröl – (A)
  - Nutscheid-Kaserne (aufgegeben 2003)
    - 6./Flugabwehrraketengruppe 21 (L)

  - Liegenschaft Schaumburgweg 3 (aufgegeben 2006)
    - Zentrum für Transformation der Bundeswehr (SKB)
    - Akademie der Bundeswehr für Information und Kommunikation (SKB)

- Waldsieversdorf – (A)
  - Liegenschaft Rotes Luch (aufgegeben 1993)
    - Fernmeldeabteilung 14 (L)

- Weiden in der Oberpfalz
  - Liegenschaft Dr.-Pfleger-Straße 36 (aufgegeben 2014)
    - Kreiswehrersatzamt Weiden (WV)

- Weilheim in Oberbayern – (A)
  - Liegenschaft Stainhartstraße 7 (aufgegeben 2002)
    - Kreiswehrersatzamt Weilheim (WV)

- Weingarten – (A)
  - Argonnen-Kaserne (aufgegeben 1994)
    - Fernmeldebataillon 870 (H)
    - Bundeswehrfachschule Weingarten (WV)

  - Welfen-Kaserne (aufgegeben 2007)
    - Internationale Fernspähschule (H)
    - Fernspählehrkompanie 200 (H)

- Wentorf bei Hamburg – (A)
  - Bismarck-Kaserne  (aufgegeben 1994) 53° 29′ 20″ N, 10° 14′ 47″ O
    - Panzergrenadierbataillon 162 (H)
    - Jägerbataillon 66 (Teile) (H)
    - Sanitätszentrum 111 (H)
    - Marinefernmeldebataillon 771 (M) (zeitweise)

  - Bose-Bergmann-Kaserne (aufgegeben 1994)
    - Panzergrenadierbrigade 16 „Herzogtum Lauenburg“ (H)
    - Nachschubkompanie 160 (H)
    - Teile Jägerbataillon 66 (H)
    - Panzergrenadierbataillon 161 (H)
    - Panzergrenadierbataillon 163 (H)
    - Panzerartilleriebataillon 165 (H)
    - Marinefernmeldebataillon 771 (M)

- Werdau – (A)
  - Liegenschaft Zwickauer Straße 33 (aufgegeben 2009)
    - Kreiswehrersatzamt Zwickau (WV)

- Werlte – (A)
  - Hümmling-Kaserne (aufgegeben 2003)
    - Nachschubbataillon 120 (H)
    - Transportbataillon 120 (ta) (H)

- Wesel
  - Liegenschaft Kreuzstraße 50 (aufgegeben 2014)
    - Kreiswehrersatzamt Wesel (WV)

- Wesendorf – (A)
  - Hammerstein-Kaserne (aufgegeben 2007) 52° 35′ 7″ N, 10° 30′ 34″ O
    - Panzergrenadierbataillon 332 (H)
    - Sanitätsstaffel Wesendorf (ZSan)
    - Standortverwaltung Wesendorf (WV)
    - weitere Dienststellen

- Westerburg – (A)
  - Wäller-Kaserne (aufgegeben 2006)
    - Panzerbataillon 154 (H)
    - Panzerpionierkompanie 150 (H)
    - Panzerjägerkompanie 150 (H)
    - weitere Dienststellen

  - Liegenschaft Langenhahner Straße 23 (aufgegeben 2006)
    - Standortverwaltung Westerburg (WV)

- Westertimke – (A)
  - Timke-Kaserne (aufgegeben 1993)
    - Flugabwehrraketengruppe 31 (L)

- Wetzlar – (A)
  - Sixt-von-Armin-Kaserne (aufgegeben 1992) 50° 32′ 55″ N, 8° 29′ 1″ O
    - Panzerbataillon 134 (H)
    - Panzergrenadierbataillon 133 (H)
    - Panzerjägerkompanie 130 (H)
    - Panzerpionierkompanie 130 (H)
    - Nachschubkompanie 130 (H)

  - Spilburg-Kaserne (aufgegeben 1994) 50° 33′ 2″ N, 8° 31′ 15″ O
    - Panzergrenadierbrigade 13 (H)
    - Panzergrenadierbataillon 131 (gekadert) (H)
    - Panzergrenadierbataillon 132 (H)
    - Panzerartilleriebataillon 135 (H)
    - Nachschubbataillon 5 (H)

  - Liegenschaft Spilburgstraße 6 (aufgegeben 2014)
    - Kreiswehrersatzamt Wetzlar (WV)

- Wiesbaden
  - Liegenschaft Abraham-Lincoln-Straße 13 (aufgegeben 1997)
    - Truppendienstgericht Mitte 7. Kammer (R)
    - Wehrbereichsgebührnisamt IV (WV)

  - Liegenschaft Bierstädter Straße 23 (aufgegeben 1994)
    - Verteidigungskreiskommando 432 (H)
    - Wallmeistertrupp 432/1 (H)
- Wiesbaden-Schierstein
  - Hafen-Kaserne (Mob Stützpunkt) (aufgegeben 1994) 50° 2′ 33″ N, 8° 12′ 4″ O
    - Flusspionierkompanie 851 (H)
    - Flusspionierkompanie 801 (GerEinh)

- Wiesmoor – (A)
  - Fehn-Kaserne
    - 3./Flugabwehrraketenbataillon 26 (L)

- Wildeshausen – (A)
  - Wittekind-Kaserne (aufgegeben 2007)
    - Luftlandeunterstützungsbataillon 272 (H)
    - Fallschirmjägerbataillon 272 (H)
    - 6./Fallschirmjägerbataillon 313 (H)
    - Luftlandepionierkompanie 270 (H)
    - weitere Dienststellen

- Windesheim – (A)
  - Luftwaffenmunitionsdepot 41 (L) (aufgegeben 2006)

- Wittstock/Dosse – (A)
  - Liegenschaft Kuhlmühler Straße 1 (aufgegeben 2011)
    - Truppenübungsplatzkommandantur Wittstock (SKB)

- Wolfenbüttel – (A)
  - Gneisenau-Kaserne (aufgegeben 1993)
    - Beobachtungsbataillon 13 (H)
    - Instandsetzungsausbildungskompanie 5/1 (H)

- Wölferlingen – (A)
  - Korpsdepot 368 Linden-Wölferlingen (H)

- Wolfhagen – (A)
  - Pommern-Kaserne (aufgegeben 2008)
    - Panzerbataillon 54, Panzerbataillon 64 (H)
    - Panzerjägerkompanie 50 (H)
    - Panzergrenadierbataillon 62 (H)
    - 3./Nachschubbataillon 2 (H)
    - Kraftfahrausbildungszentrum Wolfhagen (SKB)
    - Sanitätszentrum 419 (H)
    - weitere Dienststellen

- Worms – (A)
  - Liegenschaft Alleestraße 1 (aufgegeben 1996)
    - Gerätedepot Worms (H)

- Wunsiedel – (A)
  - Fichtelgebirgs-Kaserne (aufgegeben 1993)
    - Fernmeldesektor E Fernmelderegiment 72 (L)

- Würzburg – (A)
  - Liegenschaft Mergentheimer Straße 180 (aufgegeben 2014)
    - Kreiswehrersatzamt Würzburg (WV)

- Wuppertaler Kasernen – (A)
  - Colmar-Kaserne (aufgegeben 1993)
    - Raketenartilleriebataillon 72 (H)

  - Diedenhofen-Kaserne (ab 1994 Generaloberst-Hoepner-Kaserne) (aufgegeben 2005)
    - Gemischtes Flugabwehrregiment 1 (H)
    - Panzerflugabwehrraketenbataillon 100 (H)
    - Leichte Flugabwehrraketenbatterie 100 (H)
    - Kraftfahrausbildungszentrum Wuppertal (SKB)

  - Generaloberst-Hoepner-Kaserne (aufgegeben 1993)
    - Pipelinepionierbataillon 800 (H)

  - Sagan-Kaserne (aufgegeben 1993)
    - Fernmeldebataillon 810 (H)

- Wusterwitz – (A)
  - Dienstgebäude (aufgegeben 1994)
    - Radarführungskompanie 313 (L)